# Partida Sempre‐Viva
A Partida Sempre‐Viva foi uma famosa partida de xadrez jogada em 1852 — muito provavelmente de forma informal[carece de fontes?] —por Adolf Anderssen e Jean Dufresne, tendo o primeiro como vencedor.
Adolf Anderssen era um dos melhores jogadores de sua época e foi considerado por muitos o campeão mundial depois de vencer o Campeonato de Londres de Xadrez em 1851. Jean Dufresne, um popular autor de livros de xadrez, era um mestre de menor, mas ainda assim, considerável habilidade.
Mais tarde, Wilhelm Steinitz identificou a partida como "sempre viva na grinalda de Anderssen's", batizando o jogo como ele é conhecido hoje[carece de fontes?]. A citação original era "evergreen in Anderssen's laurel wreath"[carece de fontes?]. Evergreen (diretamente traduzindo: sempre‐verde ou sempre‐viva) é um pinheiro de folhas perenes (ver: taiga) e laurel é a designação geral das folhas com formato lanceolado, como as do pinheiro. 

## A Partida
|   | a | b | c | d | e | f | g | h |   |
| 8 | a8 preto torre · c8 preto bispo · d8 preto rainha · e8 preto rei · g8 preto cavalo · h8 preto torre · a7 preto peão · b7 preto peão · c7 preto peão · d7 preto peão · f7 preto peão · g7 preto peão · h7 preto peão · c6 preto cavalo · a5 preto bispo · c4 branco bispo · e4 branco peão · c3 branco peão · d3 preto peão · f3 branco cavalo · a2 branco peão · f2 branco peão · g2 branco peão · h2 branco peão · a1 branco torre · b1 branco cavalo · c1 branco bispo · d1 branco rainha · f1 branco torre · g1 branco rei | a8 preto torre · c8 preto bispo · d8 preto rainha · e8 preto rei · g8 preto cavalo · h8 preto torre · a7 preto peão · b7 preto peão · c7 preto peão · d7 preto peão · f7 preto peão · g7 preto peão · h7 preto peão · c6 preto cavalo · a5 preto bispo · c4 branco bispo · e4 branco peão · c3 branco peão · d3 preto peão · f3 branco cavalo · a2 branco peão · f2 branco peão · g2 branco peão · h2 branco peão · a1 branco torre · b1 branco cavalo · c1 branco bispo · d1 branco rainha · f1 branco torre · g1 branco rei | a8 preto torre · c8 preto bispo · d8 preto rainha · e8 preto rei · g8 preto cavalo · h8 preto torre · a7 preto peão · b7 preto peão · c7 preto peão · d7 preto peão · f7 preto peão · g7 preto peão · h7 preto peão · c6 preto cavalo · a5 preto bispo · c4 branco bispo · e4 branco peão · c3 branco peão · d3 preto peão · f3 branco cavalo · a2 branco peão · f2 branco peão · g2 branco peão · h2 branco peão · a1 branco torre · b1 branco cavalo · c1 branco bispo · d1 branco rainha · f1 branco torre · g1 branco rei | a8 preto torre · c8 preto bispo · d8 preto rainha · e8 preto rei · g8 preto cavalo · h8 preto torre · a7 preto peão · b7 preto peão · c7 preto peão · d7 preto peão · f7 preto peão · g7 preto peão · h7 preto peão · c6 preto cavalo · a5 preto bispo · c4 branco bispo · e4 branco peão · c3 branco peão · d3 preto peão · f3 branco cavalo · a2 branco peão · f2 branco peão · g2 branco peão · h2 branco peão · a1 branco torre · b1 branco cavalo · c1 branco bispo · d1 branco rainha · f1 branco torre · g1 branco rei | a8 preto torre · c8 preto bispo · d8 preto rainha · e8 preto rei · g8 preto cavalo · h8 preto torre · a7 preto peão · b7 preto peão · c7 preto peão · d7 preto peão · f7 preto peão · g7 preto peão · h7 preto peão · c6 preto cavalo · a5 preto bispo · c4 branco bispo · e4 branco peão · c3 branco peão · d3 preto peão · f3 branco cavalo · a2 branco peão · f2 branco peão · g2 branco peão · h2 branco peão · a1 branco torre · b1 branco cavalo · c1 branco bispo · d1 branco rainha · f1 branco torre · g1 branco rei | a8 preto torre · c8 preto bispo · d8 preto rainha · e8 preto rei · g8 preto cavalo · h8 preto torre · a7 preto peão · b7 preto peão · c7 preto peão · d7 preto peão · f7 preto peão · g7 preto peão · h7 preto peão · c6 preto cavalo · a5 preto bispo · c4 branco bispo · e4 branco peão · c3 branco peão · d3 preto peão · f3 branco cavalo · a2 branco peão · f2 branco peão · g2 branco peão · h2 branco peão · a1 branco torre · b1 branco cavalo · c1 branco bispo · d1 branco rainha · f1 branco torre · g1 branco rei | a8 preto torre · c8 preto bispo · d8 preto rainha · e8 preto rei · g8 preto cavalo · h8 preto torre · a7 preto peão · b7 preto peão · c7 preto peão · d7 preto peão · f7 preto peão · g7 preto peão · h7 preto peão · c6 preto cavalo · a5 preto bispo · c4 branco bispo · e4 branco peão · c3 branco peão · d3 preto peão · f3 branco cavalo · a2 branco peão · f2 branco peão · g2 branco peão · h2 branco peão · a1 branco torre · b1 branco cavalo · c1 branco bispo · d1 branco rainha · f1 branco torre · g1 branco rei | a8 preto torre · c8 preto bispo · d8 preto rainha · e8 preto rei · g8 preto cavalo · h8 preto torre · a7 preto peão · b7 preto peão · c7 preto peão · d7 preto peão · f7 preto peão · g7 preto peão · h7 preto peão · c6 preto cavalo · a5 preto bispo · c4 branco bispo · e4 branco peão · c3 branco peão · d3 preto peão · f3 branco cavalo · a2 branco peão · f2 branco peão · g2 branco peão · h2 branco peão · a1 branco torre · b1 branco cavalo · c1 branco bispo · d1 branco rainha · f1 branco torre · g1 branco rei | 8 |
| 7 | a8 preto torre · c8 preto bispo · d8 preto rainha · e8 preto rei · g8 preto cavalo · h8 preto torre · a7 preto peão · b7 preto peão · c7 preto peão · d7 preto peão · f7 preto peão · g7 preto peão · h7 preto peão · c6 preto cavalo · a5 preto bispo · c4 branco bispo · e4 branco peão · c3 branco peão · d3 preto peão · f3 branco cavalo · a2 branco peão · f2 branco peão · g2 branco peão · h2 branco peão · a1 branco torre · b1 branco cavalo · c1 branco bispo · d1 branco rainha · f1 branco torre · g1 branco rei | a8 preto torre · c8 preto bispo · d8 preto rainha · e8 preto rei · g8 preto cavalo · h8 preto torre · a7 preto peão · b7 preto peão · c7 preto peão · d7 preto peão · f7 preto peão · g7 preto peão · h7 preto peão · c6 preto cavalo · a5 preto bispo · c4 branco bispo · e4 branco peão · c3 branco peão · d3 preto peão · f3 branco cavalo · a2 branco peão · f2 branco peão · g2 branco peão · h2 branco peão · a1 branco torre · b1 branco cavalo · c1 branco bispo · d1 branco rainha · f1 branco torre · g1 branco rei | a8 preto torre · c8 preto bispo · d8 preto rainha · e8 preto rei · g8 preto cavalo · h8 preto torre · a7 preto peão · b7 preto peão · c7 preto peão · d7 preto peão · f7 preto peão · g7 preto peão · h7 preto peão · c6 preto cavalo · a5 preto bispo · c4 branco bispo · e4 branco peão · c3 branco peão · d3 preto peão · f3 branco cavalo · a2 branco peão · f2 branco peão · g2 branco peão · h2 branco peão · a1 branco torre · b1 branco cavalo · c1 branco bispo · d1 branco rainha · f1 branco torre · g1 branco rei | a8 preto torre · c8 preto bispo · d8 preto rainha · e8 preto rei · g8 preto cavalo · h8 preto torre · a7 preto peão · b7 preto peão · c7 preto peão · d7 preto peão · f7 preto peão · g7 preto peão · h7 preto peão · c6 preto cavalo · a5 preto bispo · c4 branco bispo · e4 branco peão · c3 branco peão · d3 preto peão · f3 branco cavalo · a2 branco peão · f2 branco peão · g2 branco peão · h2 branco peão · a1 branco torre · b1 branco cavalo · c1 branco bispo · d1 branco rainha · f1 branco torre · g1 branco rei | a8 preto torre · c8 preto bispo · d8 preto rainha · e8 preto rei · g8 preto cavalo · h8 preto torre · a7 preto peão · b7 preto peão · c7 preto peão · d7 preto peão · f7 preto peão · g7 preto peão · h7 preto peão · c6 preto cavalo · a5 preto bispo · c4 branco bispo · e4 branco peão · c3 branco peão · d3 preto peão · f3 branco cavalo · a2 branco peão · f2 branco peão · g2 branco peão · h2 branco peão · a1 branco torre · b1 branco cavalo · c1 branco bispo · d1 branco rainha · f1 branco torre · g1 branco rei | a8 preto torre · c8 preto bispo · d8 preto rainha · e8 preto rei · g8 preto cavalo · h8 preto torre · a7 preto peão · b7 preto peão · c7 preto peão · d7 preto peão · f7 preto peão · g7 preto peão · h7 preto peão · c6 preto cavalo · a5 preto bispo · c4 branco bispo · e4 branco peão · c3 branco peão · d3 preto peão · f3 branco cavalo · a2 branco peão · f2 branco peão · g2 branco peão · h2 branco peão · a1 branco torre · b1 branco cavalo · c1 branco bispo · d1 branco rainha · f1 branco torre · g1 branco rei | a8 preto torre · c8 preto bispo · d8 preto rainha · e8 preto rei · g8 preto cavalo · h8 preto torre · a7 preto peão · b7 preto peão · c7 preto peão · d7 preto peão · f7 preto peão · g7 preto peão · h7 preto peão · c6 preto cavalo · a5 preto bispo · c4 branco bispo · e4 branco peão · c3 branco peão · d3 preto peão · f3 branco cavalo · a2 branco peão · f2 branco peão · g2 branco peão · h2 branco peão · a1 branco torre · b1 branco cavalo · c1 branco bispo · d1 branco rainha · f1 branco torre · g1 branco rei | a8 preto torre · c8 preto bispo · d8 preto rainha · e8 preto rei · g8 preto cavalo · h8 preto torre · a7 preto peão · b7 preto peão · c7 preto peão · d7 preto peão · f7 preto peão · g7 preto peão · h7 preto peão · c6 preto cavalo · a5 preto bispo · c4 branco bispo · e4 branco peão · c3 branco peão · d3 preto peão · f3 branco cavalo · a2 branco peão · f2 branco peão · g2 branco peão · h2 branco peão · a1 branco torre · b1 branco cavalo · c1 branco bispo · d1 branco rainha · f1 branco torre · g1 branco rei | 7 |
| 6 | a8 preto torre · c8 preto bispo · d8 preto rainha · e8 preto rei · g8 preto cavalo · h8 preto torre · a7 preto peão · b7 preto peão · c7 preto peão · d7 preto peão · f7 preto peão · g7 preto peão · h7 preto peão · c6 preto cavalo · a5 preto bispo · c4 branco bispo · e4 branco peão · c3 branco peão · d3 preto peão · f3 branco cavalo · a2 branco peão · f2 branco peão · g2 branco peão · h2 branco peão · a1 branco torre · b1 branco cavalo · c1 branco bispo · d1 branco rainha · f1 branco torre · g1 branco rei | a8 preto torre · c8 preto bispo · d8 preto rainha · e8 preto rei · g8 preto cavalo · h8 preto torre · a7 preto peão · b7 preto peão · c7 preto peão · d7 preto peão · f7 preto peão · g7 preto peão · h7 preto peão · c6 preto cavalo · a5 preto bispo · c4 branco bispo · e4 branco peão · c3 branco peão · d3 preto peão · f3 branco cavalo · a2 branco peão · f2 branco peão · g2 branco peão · h2 branco peão · a1 branco torre · b1 branco cavalo · c1 branco bispo · d1 branco rainha · f1 branco torre · g1 branco rei | a8 preto torre · c8 preto bispo · d8 preto rainha · e8 preto rei · g8 preto cavalo · h8 preto torre · a7 preto peão · b7 preto peão · c7 preto peão · d7 preto peão · f7 preto peão · g7 preto peão · h7 preto peão · c6 preto cavalo · a5 preto bispo · c4 branco bispo · e4 branco peão · c3 branco peão · d3 preto peão · f3 branco cavalo · a2 branco peão · f2 branco peão · g2 branco peão · h2 branco peão · a1 branco torre · b1 branco cavalo · c1 branco bispo · d1 branco rainha · f1 branco torre · g1 branco rei | a8 preto torre · c8 preto bispo · d8 preto rainha · e8 preto rei · g8 preto cavalo · h8 preto torre · a7 preto peão · b7 preto peão · c7 preto peão · d7 preto peão · f7 preto peão · g7 preto peão · h7 preto peão · c6 preto cavalo · a5 preto bispo · c4 branco bispo · e4 branco peão · c3 branco peão · d3 preto peão · f3 branco cavalo · a2 branco peão · f2 branco peão · g2 branco peão · h2 branco peão · a1 branco torre · b1 branco cavalo · c1 branco bispo · d1 branco rainha · f1 branco torre · g1 branco rei | a8 preto torre · c8 preto bispo · d8 preto rainha · e8 preto rei · g8 preto cavalo · h8 preto torre · a7 preto peão · b7 preto peão · c7 preto peão · d7 preto peão · f7 preto peão · g7 preto peão · h7 preto peão · c6 preto cavalo · a5 preto bispo · c4 branco bispo · e4 branco peão · c3 branco peão · d3 preto peão · f3 branco cavalo · a2 branco peão · f2 branco peão · g2 branco peão · h2 branco peão · a1 branco torre · b1 branco cavalo · c1 branco bispo · d1 branco rainha · f1 branco torre · g1 branco rei | a8 preto torre · c8 preto bispo · d8 preto rainha · e8 preto rei · g8 preto cavalo · h8 preto torre · a7 preto peão · b7 preto peão · c7 preto peão · d7 preto peão · f7 preto peão · g7 preto peão · h7 preto peão · c6 preto cavalo · a5 preto bispo · c4 branco bispo · e4 branco peão · c3 branco peão · d3 preto peão · f3 branco cavalo · a2 branco peão · f2 branco peão · g2 branco peão · h2 branco peão · a1 branco torre · b1 branco cavalo · c1 branco bispo · d1 branco rainha · f1 branco torre · g1 branco rei | a8 preto torre · c8 preto bispo · d8 preto rainha · e8 preto rei · g8 preto cavalo · h8 preto torre · a7 preto peão · b7 preto peão · c7 preto peão · d7 preto peão · f7 preto peão · g7 preto peão · h7 preto peão · c6 preto cavalo · a5 preto bispo · c4 branco bispo · e4 branco peão · c3 branco peão · d3 preto peão · f3 branco cavalo · a2 branco peão · f2 branco peão · g2 branco peão · h2 branco peão · a1 branco torre · b1 branco cavalo · c1 branco bispo · d1 branco rainha · f1 branco torre · g1 branco rei | a8 preto torre · c8 preto bispo · d8 preto rainha · e8 preto rei · g8 preto cavalo · h8 preto torre · a7 preto peão · b7 preto peão · c7 preto peão · d7 preto peão · f7 preto peão · g7 preto peão · h7 preto peão · c6 preto cavalo · a5 preto bispo · c4 branco bispo · e4 branco peão · c3 branco peão · d3 preto peão · f3 branco cavalo · a2 branco peão · f2 branco peão · g2 branco peão · h2 branco peão · a1 branco torre · b1 branco cavalo · c1 branco bispo · d1 branco rainha · f1 branco torre · g1 branco rei | 6 |
| 5 | a8 preto torre · c8 preto bispo · d8 preto rainha · e8 preto rei · g8 preto cavalo · h8 preto torre · a7 preto peão · b7 preto peão · c7 preto peão · d7 preto peão · f7 preto peão · g7 preto peão · h7 preto peão · c6 preto cavalo · a5 preto bispo · c4 branco bispo · e4 branco peão · c3 branco peão · d3 preto peão · f3 branco cavalo · a2 branco peão · f2 branco peão · g2 branco peão · h2 branco peão · a1 branco torre · b1 branco cavalo · c1 branco bispo · d1 branco rainha · f1 branco torre · g1 branco rei | a8 preto torre · c8 preto bispo · d8 preto rainha · e8 preto rei · g8 preto cavalo · h8 preto torre · a7 preto peão · b7 preto peão · c7 preto peão · d7 preto peão · f7 preto peão · g7 preto peão · h7 preto peão · c6 preto cavalo · a5 preto bispo · c4 branco bispo · e4 branco peão · c3 branco peão · d3 preto peão · f3 branco cavalo · a2 branco peão · f2 branco peão · g2 branco peão · h2 branco peão · a1 branco torre · b1 branco cavalo · c1 branco bispo · d1 branco rainha · f1 branco torre · g1 branco rei | a8 preto torre · c8 preto bispo · d8 preto rainha · e8 preto rei · g8 preto cavalo · h8 preto torre · a7 preto peão · b7 preto peão · c7 preto peão · d7 preto peão · f7 preto peão · g7 preto peão · h7 preto peão · c6 preto cavalo · a5 preto bispo · c4 branco bispo · e4 branco peão · c3 branco peão · d3 preto peão · f3 branco cavalo · a2 branco peão · f2 branco peão · g2 branco peão · h2 branco peão · a1 branco torre · b1 branco cavalo · c1 branco bispo · d1 branco rainha · f1 branco torre · g1 branco rei | a8 preto torre · c8 preto bispo · d8 preto rainha · e8 preto rei · g8 preto cavalo · h8 preto torre · a7 preto peão · b7 preto peão · c7 preto peão · d7 preto peão · f7 preto peão · g7 preto peão · h7 preto peão · c6 preto cavalo · a5 preto bispo · c4 branco bispo · e4 branco peão · c3 branco peão · d3 preto peão · f3 branco cavalo · a2 branco peão · f2 branco peão · g2 branco peão · h2 branco peão · a1 branco torre · b1 branco cavalo · c1 branco bispo · d1 branco rainha · f1 branco torre · g1 branco rei | a8 preto torre · c8 preto bispo · d8 preto rainha · e8 preto rei · g8 preto cavalo · h8 preto torre · a7 preto peão · b7 preto peão · c7 preto peão · d7 preto peão · f7 preto peão · g7 preto peão · h7 preto peão · c6 preto cavalo · a5 preto bispo · c4 branco bispo · e4 branco peão · c3 branco peão · d3 preto peão · f3 branco cavalo · a2 branco peão · f2 branco peão · g2 branco peão · h2 branco peão · a1 branco torre · b1 branco cavalo · c1 branco bispo · d1 branco rainha · f1 branco torre · g1 branco rei | a8 preto torre · c8 preto bispo · d8 preto rainha · e8 preto rei · g8 preto cavalo · h8 preto torre · a7 preto peão · b7 preto peão · c7 preto peão · d7 preto peão · f7 preto peão · g7 preto peão · h7 preto peão · c6 preto cavalo · a5 preto bispo · c4 branco bispo · e4 branco peão · c3 branco peão · d3 preto peão · f3 branco cavalo · a2 branco peão · f2 branco peão · g2 branco peão · h2 branco peão · a1 branco torre · b1 branco cavalo · c1 branco bispo · d1 branco rainha · f1 branco torre · g1 branco rei | a8 preto torre · c8 preto bispo · d8 preto rainha · e8 preto rei · g8 preto cavalo · h8 preto torre · a7 preto peão · b7 preto peão · c7 preto peão · d7 preto peão · f7 preto peão · g7 preto peão · h7 preto peão · c6 preto cavalo · a5 preto bispo · c4 branco bispo · e4 branco peão · c3 branco peão · d3 preto peão · f3 branco cavalo · a2 branco peão · f2 branco peão · g2 branco peão · h2 branco peão · a1 branco torre · b1 branco cavalo · c1 branco bispo · d1 branco rainha · f1 branco torre · g1 branco rei | a8 preto torre · c8 preto bispo · d8 preto rainha · e8 preto rei · g8 preto cavalo · h8 preto torre · a7 preto peão · b7 preto peão · c7 preto peão · d7 preto peão · f7 preto peão · g7 preto peão · h7 preto peão · c6 preto cavalo · a5 preto bispo · c4 branco bispo · e4 branco peão · c3 branco peão · d3 preto peão · f3 branco cavalo · a2 branco peão · f2 branco peão · g2 branco peão · h2 branco peão · a1 branco torre · b1 branco cavalo · c1 branco bispo · d1 branco rainha · f1 branco torre · g1 branco rei | 5 |
| 4 | a8 preto torre · c8 preto bispo · d8 preto rainha · e8 preto rei · g8 preto cavalo · h8 preto torre · a7 preto peão · b7 preto peão · c7 preto peão · d7 preto peão · f7 preto peão · g7 preto peão · h7 preto peão · c6 preto cavalo · a5 preto bispo · c4 branco bispo · e4 branco peão · c3 branco peão · d3 preto peão · f3 branco cavalo · a2 branco peão · f2 branco peão · g2 branco peão · h2 branco peão · a1 branco torre · b1 branco cavalo · c1 branco bispo · d1 branco rainha · f1 branco torre · g1 branco rei | a8 preto torre · c8 preto bispo · d8 preto rainha · e8 preto rei · g8 preto cavalo · h8 preto torre · a7 preto peão · b7 preto peão · c7 preto peão · d7 preto peão · f7 preto peão · g7 preto peão · h7 preto peão · c6 preto cavalo · a5 preto bispo · c4 branco bispo · e4 branco peão · c3 branco peão · d3 preto peão · f3 branco cavalo · a2 branco peão · f2 branco peão · g2 branco peão · h2 branco peão · a1 branco torre · b1 branco cavalo · c1 branco bispo · d1 branco rainha · f1 branco torre · g1 branco rei | a8 preto torre · c8 preto bispo · d8 preto rainha · e8 preto rei · g8 preto cavalo · h8 preto torre · a7 preto peão · b7 preto peão · c7 preto peão · d7 preto peão · f7 preto peão · g7 preto peão · h7 preto peão · c6 preto cavalo · a5 preto bispo · c4 branco bispo · e4 branco peão · c3 branco peão · d3 preto peão · f3 branco cavalo · a2 branco peão · f2 branco peão · g2 branco peão · h2 branco peão · a1 branco torre · b1 branco cavalo · c1 branco bispo · d1 branco rainha · f1 branco torre · g1 branco rei | a8 preto torre · c8 preto bispo · d8 preto rainha · e8 preto rei · g8 preto cavalo · h8 preto torre · a7 preto peão · b7 preto peão · c7 preto peão · d7 preto peão · f7 preto peão · g7 preto peão · h7 preto peão · c6 preto cavalo · a5 preto bispo · c4 branco bispo · e4 branco peão · c3 branco peão · d3 preto peão · f3 branco cavalo · a2 branco peão · f2 branco peão · g2 branco peão · h2 branco peão · a1 branco torre · b1 branco cavalo · c1 branco bispo · d1 branco rainha · f1 branco torre · g1 branco rei | a8 preto torre · c8 preto bispo · d8 preto rainha · e8 preto rei · g8 preto cavalo · h8 preto torre · a7 preto peão · b7 preto peão · c7 preto peão · d7 preto peão · f7 preto peão · g7 preto peão · h7 preto peão · c6 preto cavalo · a5 preto bispo · c4 branco bispo · e4 branco peão · c3 branco peão · d3 preto peão · f3 branco cavalo · a2 branco peão · f2 branco peão · g2 branco peão · h2 branco peão · a1 branco torre · b1 branco cavalo · c1 branco bispo · d1 branco rainha · f1 branco torre · g1 branco rei | a8 preto torre · c8 preto bispo · d8 preto rainha · e8 preto rei · g8 preto cavalo · h8 preto torre · a7 preto peão · b7 preto peão · c7 preto peão · d7 preto peão · f7 preto peão · g7 preto peão · h7 preto peão · c6 preto cavalo · a5 preto bispo · c4 branco bispo · e4 branco peão · c3 branco peão · d3 preto peão · f3 branco cavalo · a2 branco peão · f2 branco peão · g2 branco peão · h2 branco peão · a1 branco torre · b1 branco cavalo · c1 branco bispo · d1 branco rainha · f1 branco torre · g1 branco rei | a8 preto torre · c8 preto bispo · d8 preto rainha · e8 preto rei · g8 preto cavalo · h8 preto torre · a7 preto peão · b7 preto peão · c7 preto peão · d7 preto peão · f7 preto peão · g7 preto peão · h7 preto peão · c6 preto cavalo · a5 preto bispo · c4 branco bispo · e4 branco peão · c3 branco peão · d3 preto peão · f3 branco cavalo · a2 branco peão · f2 branco peão · g2 branco peão · h2 branco peão · a1 branco torre · b1 branco cavalo · c1 branco bispo · d1 branco rainha · f1 branco torre · g1 branco rei | a8 preto torre · c8 preto bispo · d8 preto rainha · e8 preto rei · g8 preto cavalo · h8 preto torre · a7 preto peão · b7 preto peão · c7 preto peão · d7 preto peão · f7 preto peão · g7 preto peão · h7 preto peão · c6 preto cavalo · a5 preto bispo · c4 branco bispo · e4 branco peão · c3 branco peão · d3 preto peão · f3 branco cavalo · a2 branco peão · f2 branco peão · g2 branco peão · h2 branco peão · a1 branco torre · b1 branco cavalo · c1 branco bispo · d1 branco rainha · f1 branco torre · g1 branco rei | 4 |
| 3 | a8 preto torre · c8 preto bispo · d8 preto rainha · e8 preto rei · g8 preto cavalo · h8 preto torre · a7 preto peão · b7 preto peão · c7 preto peão · d7 preto peão · f7 preto peão · g7 preto peão · h7 preto peão · c6 preto cavalo · a5 preto bispo · c4 branco bispo · e4 branco peão · c3 branco peão · d3 preto peão · f3 branco cavalo · a2 branco peão · f2 branco peão · g2 branco peão · h2 branco peão · a1 branco torre · b1 branco cavalo · c1 branco bispo · d1 branco rainha · f1 branco torre · g1 branco rei | a8 preto torre · c8 preto bispo · d8 preto rainha · e8 preto rei · g8 preto cavalo · h8 preto torre · a7 preto peão · b7 preto peão · c7 preto peão · d7 preto peão · f7 preto peão · g7 preto peão · h7 preto peão · c6 preto cavalo · a5 preto bispo · c4 branco bispo · e4 branco peão · c3 branco peão · d3 preto peão · f3 branco cavalo · a2 branco peão · f2 branco peão · g2 branco peão · h2 branco peão · a1 branco torre · b1 branco cavalo · c1 branco bispo · d1 branco rainha · f1 branco torre · g1 branco rei | a8 preto torre · c8 preto bispo · d8 preto rainha · e8 preto rei · g8 preto cavalo · h8 preto torre · a7 preto peão · b7 preto peão · c7 preto peão · d7 preto peão · f7 preto peão · g7 preto peão · h7 preto peão · c6 preto cavalo · a5 preto bispo · c4 branco bispo · e4 branco peão · c3 branco peão · d3 preto peão · f3 branco cavalo · a2 branco peão · f2 branco peão · g2 branco peão · h2 branco peão · a1 branco torre · b1 branco cavalo · c1 branco bispo · d1 branco rainha · f1 branco torre · g1 branco rei | a8 preto torre · c8 preto bispo · d8 preto rainha · e8 preto rei · g8 preto cavalo · h8 preto torre · a7 preto peão · b7 preto peão · c7 preto peão · d7 preto peão · f7 preto peão · g7 preto peão · h7 preto peão · c6 preto cavalo · a5 preto bispo · c4 branco bispo · e4 branco peão · c3 branco peão · d3 preto peão · f3 branco cavalo · a2 branco peão · f2 branco peão · g2 branco peão · h2 branco peão · a1 branco torre · b1 branco cavalo · c1 branco bispo · d1 branco rainha · f1 branco torre · g1 branco rei | a8 preto torre · c8 preto bispo · d8 preto rainha · e8 preto rei · g8 preto cavalo · h8 preto torre · a7 preto peão · b7 preto peão · c7 preto peão · d7 preto peão · f7 preto peão · g7 preto peão · h7 preto peão · c6 preto cavalo · a5 preto bispo · c4 branco bispo · e4 branco peão · c3 branco peão · d3 preto peão · f3 branco cavalo · a2 branco peão · f2 branco peão · g2 branco peão · h2 branco peão · a1 branco torre · b1 branco cavalo · c1 branco bispo · d1 branco rainha · f1 branco torre · g1 branco rei | a8 preto torre · c8 preto bispo · d8 preto rainha · e8 preto rei · g8 preto cavalo · h8 preto torre · a7 preto peão · b7 preto peão · c7 preto peão · d7 preto peão · f7 preto peão · g7 preto peão · h7 preto peão · c6 preto cavalo · a5 preto bispo · c4 branco bispo · e4 branco peão · c3 branco peão · d3 preto peão · f3 branco cavalo · a2 branco peão · f2 branco peão · g2 branco peão · h2 branco peão · a1 branco torre · b1 branco cavalo · c1 branco bispo · d1 branco rainha · f1 branco torre · g1 branco rei | a8 preto torre · c8 preto bispo · d8 preto rainha · e8 preto rei · g8 preto cavalo · h8 preto torre · a7 preto peão · b7 preto peão · c7 preto peão · d7 preto peão · f7 preto peão · g7 preto peão · h7 preto peão · c6 preto cavalo · a5 preto bispo · c4 branco bispo · e4 branco peão · c3 branco peão · d3 preto peão · f3 branco cavalo · a2 branco peão · f2 branco peão · g2 branco peão · h2 branco peão · a1 branco torre · b1 branco cavalo · c1 branco bispo · d1 branco rainha · f1 branco torre · g1 branco rei | a8 preto torre · c8 preto bispo · d8 preto rainha · e8 preto rei · g8 preto cavalo · h8 preto torre · a7 preto peão · b7 preto peão · c7 preto peão · d7 preto peão · f7 preto peão · g7 preto peão · h7 preto peão · c6 preto cavalo · a5 preto bispo · c4 branco bispo · e4 branco peão · c3 branco peão · d3 preto peão · f3 branco cavalo · a2 branco peão · f2 branco peão · g2 branco peão · h2 branco peão · a1 branco torre · b1 branco cavalo · c1 branco bispo · d1 branco rainha · f1 branco torre · g1 branco rei | 3 |
| 2 | a8 preto torre · c8 preto bispo · d8 preto rainha · e8 preto rei · g8 preto cavalo · h8 preto torre · a7 preto peão · b7 preto peão · c7 preto peão · d7 preto peão · f7 preto peão · g7 preto peão · h7 preto peão · c6 preto cavalo · a5 preto bispo · c4 branco bispo · e4 branco peão · c3 branco peão · d3 preto peão · f3 branco cavalo · a2 branco peão · f2 branco peão · g2 branco peão · h2 branco peão · a1 branco torre · b1 branco cavalo · c1 branco bispo · d1 branco rainha · f1 branco torre · g1 branco rei | a8 preto torre · c8 preto bispo · d8 preto rainha · e8 preto rei · g8 preto cavalo · h8 preto torre · a7 preto peão · b7 preto peão · c7 preto peão · d7 preto peão · f7 preto peão · g7 preto peão · h7 preto peão · c6 preto cavalo · a5 preto bispo · c4 branco bispo · e4 branco peão · c3 branco peão · d3 preto peão · f3 branco cavalo · a2 branco peão · f2 branco peão · g2 branco peão · h2 branco peão · a1 branco torre · b1 branco cavalo · c1 branco bispo · d1 branco rainha · f1 branco torre · g1 branco rei | a8 preto torre · c8 preto bispo · d8 preto rainha · e8 preto rei · g8 preto cavalo · h8 preto torre · a7 preto peão · b7 preto peão · c7 preto peão · d7 preto peão · f7 preto peão · g7 preto peão · h7 preto peão · c6 preto cavalo · a5 preto bispo · c4 branco bispo · e4 branco peão · c3 branco peão · d3 preto peão · f3 branco cavalo · a2 branco peão · f2 branco peão · g2 branco peão · h2 branco peão · a1 branco torre · b1 branco cavalo · c1 branco bispo · d1 branco rainha · f1 branco torre · g1 branco rei | a8 preto torre · c8 preto bispo · d8 preto rainha · e8 preto rei · g8 preto cavalo · h8 preto torre · a7 preto peão · b7 preto peão · c7 preto peão · d7 preto peão · f7 preto peão · g7 preto peão · h7 preto peão · c6 preto cavalo · a5 preto bispo · c4 branco bispo · e4 branco peão · c3 branco peão · d3 preto peão · f3 branco cavalo · a2 branco peão · f2 branco peão · g2 branco peão · h2 branco peão · a1 branco torre · b1 branco cavalo · c1 branco bispo · d1 branco rainha · f1 branco torre · g1 branco rei | a8 preto torre · c8 preto bispo · d8 preto rainha · e8 preto rei · g8 preto cavalo · h8 preto torre · a7 preto peão · b7 preto peão · c7 preto peão · d7 preto peão · f7 preto peão · g7 preto peão · h7 preto peão · c6 preto cavalo · a5 preto bispo · c4 branco bispo · e4 branco peão · c3 branco peão · d3 preto peão · f3 branco cavalo · a2 branco peão · f2 branco peão · g2 branco peão · h2 branco peão · a1 branco torre · b1 branco cavalo · c1 branco bispo · d1 branco rainha · f1 branco torre · g1 branco rei | a8 preto torre · c8 preto bispo · d8 preto rainha · e8 preto rei · g8 preto cavalo · h8 preto torre · a7 preto peão · b7 preto peão · c7 preto peão · d7 preto peão · f7 preto peão · g7 preto peão · h7 preto peão · c6 preto cavalo · a5 preto bispo · c4 branco bispo · e4 branco peão · c3 branco peão · d3 preto peão · f3 branco cavalo · a2 branco peão · f2 branco peão · g2 branco peão · h2 branco peão · a1 branco torre · b1 branco cavalo · c1 branco bispo · d1 branco rainha · f1 branco torre · g1 branco rei | a8 preto torre · c8 preto bispo · d8 preto rainha · e8 preto rei · g8 preto cavalo · h8 preto torre · a7 preto peão · b7 preto peão · c7 preto peão · d7 preto peão · f7 preto peão · g7 preto peão · h7 preto peão · c6 preto cavalo · a5 preto bispo · c4 branco bispo · e4 branco peão · c3 branco peão · d3 preto peão · f3 branco cavalo · a2 branco peão · f2 branco peão · g2 branco peão · h2 branco peão · a1 branco torre · b1 branco cavalo · c1 branco bispo · d1 branco rainha · f1 branco torre · g1 branco rei | a8 preto torre · c8 preto bispo · d8 preto rainha · e8 preto rei · g8 preto cavalo · h8 preto torre · a7 preto peão · b7 preto peão · c7 preto peão · d7 preto peão · f7 preto peão · g7 preto peão · h7 preto peão · c6 preto cavalo · a5 preto bispo · c4 branco bispo · e4 branco peão · c3 branco peão · d3 preto peão · f3 branco cavalo · a2 branco peão · f2 branco peão · g2 branco peão · h2 branco peão · a1 branco torre · b1 branco cavalo · c1 branco bispo · d1 branco rainha · f1 branco torre · g1 branco rei | 2 |
| 1 | a8 preto torre · c8 preto bispo · d8 preto rainha · e8 preto rei · g8 preto cavalo · h8 preto torre · a7 preto peão · b7 preto peão · c7 preto peão · d7 preto peão · f7 preto peão · g7 preto peão · h7 preto peão · c6 preto cavalo · a5 preto bispo · c4 branco bispo · e4 branco peão · c3 branco peão · d3 preto peão · f3 branco cavalo · a2 branco peão · f2 branco peão · g2 branco peão · h2 branco peão · a1 branco torre · b1 branco cavalo · c1 branco bispo · d1 branco rainha · f1 branco torre · g1 branco rei | a8 preto torre · c8 preto bispo · d8 preto rainha · e8 preto rei · g8 preto cavalo · h8 preto torre · a7 preto peão · b7 preto peão · c7 preto peão · d7 preto peão · f7 preto peão · g7 preto peão · h7 preto peão · c6 preto cavalo · a5 preto bispo · c4 branco bispo · e4 branco peão · c3 branco peão · d3 preto peão · f3 branco cavalo · a2 branco peão · f2 branco peão · g2 branco peão · h2 branco peão · a1 branco torre · b1 branco cavalo · c1 branco bispo · d1 branco rainha · f1 branco torre · g1 branco rei | a8 preto torre · c8 preto bispo · d8 preto rainha · e8 preto rei · g8 preto cavalo · h8 preto torre · a7 preto peão · b7 preto peão · c7 preto peão · d7 preto peão · f7 preto peão · g7 preto peão · h7 preto peão · c6 preto cavalo · a5 preto bispo · c4 branco bispo · e4 branco peão · c3 branco peão · d3 preto peão · f3 branco cavalo · a2 branco peão · f2 branco peão · g2 branco peão · h2 branco peão · a1 branco torre · b1 branco cavalo · c1 branco bispo · d1 branco rainha · f1 branco torre · g1 branco rei | a8 preto torre · c8 preto bispo · d8 preto rainha · e8 preto rei · g8 preto cavalo · h8 preto torre · a7 preto peão · b7 preto peão · c7 preto peão · d7 preto peão · f7 preto peão · g7 preto peão · h7 preto peão · c6 preto cavalo · a5 preto bispo · c4 branco bispo · e4 branco peão · c3 branco peão · d3 preto peão · f3 branco cavalo · a2 branco peão · f2 branco peão · g2 branco peão · h2 branco peão · a1 branco torre · b1 branco cavalo · c1 branco bispo · d1 branco rainha · f1 branco torre · g1 branco rei | a8 preto torre · c8 preto bispo · d8 preto rainha · e8 preto rei · g8 preto cavalo · h8 preto torre · a7 preto peão · b7 preto peão · c7 preto peão · d7 preto peão · f7 preto peão · g7 preto peão · h7 preto peão · c6 preto cavalo · a5 preto bispo · c4 branco bispo · e4 branco peão · c3 branco peão · d3 preto peão · f3 branco cavalo · a2 branco peão · f2 branco peão · g2 branco peão · h2 branco peão · a1 branco torre · b1 branco cavalo · c1 branco bispo · d1 branco rainha · f1 branco torre · g1 branco rei | a8 preto torre · c8 preto bispo · d8 preto rainha · e8 preto rei · g8 preto cavalo · h8 preto torre · a7 preto peão · b7 preto peão · c7 preto peão · d7 preto peão · f7 preto peão · g7 preto peão · h7 preto peão · c6 preto cavalo · a5 preto bispo · c4 branco bispo · e4 branco peão · c3 branco peão · d3 preto peão · f3 branco cavalo · a2 branco peão · f2 branco peão · g2 branco peão · h2 branco peão · a1 branco torre · b1 branco cavalo · c1 branco bispo · d1 branco rainha · f1 branco torre · g1 branco rei | a8 preto torre · c8 preto bispo · d8 preto rainha · e8 preto rei · g8 preto cavalo · h8 preto torre · a7 preto peão · b7 preto peão · c7 preto peão · d7 preto peão · f7 preto peão · g7 preto peão · h7 preto peão · c6 preto cavalo · a5 preto bispo · c4 branco bispo · e4 branco peão · c3 branco peão · d3 preto peão · f3 branco cavalo · a2 branco peão · f2 branco peão · g2 branco peão · h2 branco peão · a1 branco torre · b1 branco cavalo · c1 branco bispo · d1 branco rainha · f1 branco torre · g1 branco rei | a8 preto torre · c8 preto bispo · d8 preto rainha · e8 preto rei · g8 preto cavalo · h8 preto torre · a7 preto peão · b7 preto peão · c7 preto peão · d7 preto peão · f7 preto peão · g7 preto peão · h7 preto peão · c6 preto cavalo · a5 preto bispo · c4 branco bispo · e4 branco peão · c3 branco peão · d3 preto peão · f3 branco cavalo · a2 branco peão · f2 branco peão · g2 branco peão · h2 branco peão · a1 branco torre · b1 branco cavalo · c1 branco bispo · d1 branco rainha · f1 branco torre · g1 branco rei | 1 |
|   | a | b | c | d | e | f | g | h |   |

1. e4 e5 2. Cf3 Cc6 3. Bc4 Bc5 4. b4
Este é o Gambito Evans, um das linhas da Giuoco Piano, o gambito Evans era uma abertura bastante popular no século XIX e ainda vista ocasionalmente hoje em dia. Nela, as brancas dão algum material em troca de um desenvolvimento mais eficiente de peças.
4...Bxb4 5. c3 Ba5 6. d4 exd4 7. O-O d3?!
Este movimento não é considerado uma boa resposta; as alternativas preferíveis incluem dxc3 ou d6.
8. Db3!?
O lance ataca diretamente o peão na f7, mas Burgess sugere Te1 ao invés do jogado.
8.... Df6 9. e5 Dg6
O peão branco na e5 não pode ser capturado; se as pretas jogam 9. ... Cxe5, então 10. Te1 d6 11. Da4+, formando um garfo entre o rei e o bispo, ganhando uma peça.
|   | a | b | c | d | e | f | g | h |   |
| 8 | a8 preto torre · c8 preto bispo · e8 preto rei · g8 preto cavalo · h8 preto torre · a7 preto peão · b7 preto peão · c7 preto peão · d7 preto peão · f7 preto peão · g7 preto peão · h7 preto peão · c6 preto cavalo · g6 preto rainha · a5 preto bispo · e5 branco peão · c4 branco bispo · b3 branco rainha · c3 branco peão · d3 preto peão · f3 branco cavalo · a2 branco peão · f2 branco peão · g2 branco peão · h2 branco peão · a1 branco torre · b1 branco cavalo · c1 branco bispo · e1 branco torre · g1 branco rei | a8 preto torre · c8 preto bispo · e8 preto rei · g8 preto cavalo · h8 preto torre · a7 preto peão · b7 preto peão · c7 preto peão · d7 preto peão · f7 preto peão · g7 preto peão · h7 preto peão · c6 preto cavalo · g6 preto rainha · a5 preto bispo · e5 branco peão · c4 branco bispo · b3 branco rainha · c3 branco peão · d3 preto peão · f3 branco cavalo · a2 branco peão · f2 branco peão · g2 branco peão · h2 branco peão · a1 branco torre · b1 branco cavalo · c1 branco bispo · e1 branco torre · g1 branco rei | a8 preto torre · c8 preto bispo · e8 preto rei · g8 preto cavalo · h8 preto torre · a7 preto peão · b7 preto peão · c7 preto peão · d7 preto peão · f7 preto peão · g7 preto peão · h7 preto peão · c6 preto cavalo · g6 preto rainha · a5 preto bispo · e5 branco peão · c4 branco bispo · b3 branco rainha · c3 branco peão · d3 preto peão · f3 branco cavalo · a2 branco peão · f2 branco peão · g2 branco peão · h2 branco peão · a1 branco torre · b1 branco cavalo · c1 branco bispo · e1 branco torre · g1 branco rei | a8 preto torre · c8 preto bispo · e8 preto rei · g8 preto cavalo · h8 preto torre · a7 preto peão · b7 preto peão · c7 preto peão · d7 preto peão · f7 preto peão · g7 preto peão · h7 preto peão · c6 preto cavalo · g6 preto rainha · a5 preto bispo · e5 branco peão · c4 branco bispo · b3 branco rainha · c3 branco peão · d3 preto peão · f3 branco cavalo · a2 branco peão · f2 branco peão · g2 branco peão · h2 branco peão · a1 branco torre · b1 branco cavalo · c1 branco bispo · e1 branco torre · g1 branco rei | a8 preto torre · c8 preto bispo · e8 preto rei · g8 preto cavalo · h8 preto torre · a7 preto peão · b7 preto peão · c7 preto peão · d7 preto peão · f7 preto peão · g7 preto peão · h7 preto peão · c6 preto cavalo · g6 preto rainha · a5 preto bispo · e5 branco peão · c4 branco bispo · b3 branco rainha · c3 branco peão · d3 preto peão · f3 branco cavalo · a2 branco peão · f2 branco peão · g2 branco peão · h2 branco peão · a1 branco torre · b1 branco cavalo · c1 branco bispo · e1 branco torre · g1 branco rei | a8 preto torre · c8 preto bispo · e8 preto rei · g8 preto cavalo · h8 preto torre · a7 preto peão · b7 preto peão · c7 preto peão · d7 preto peão · f7 preto peão · g7 preto peão · h7 preto peão · c6 preto cavalo · g6 preto rainha · a5 preto bispo · e5 branco peão · c4 branco bispo · b3 branco rainha · c3 branco peão · d3 preto peão · f3 branco cavalo · a2 branco peão · f2 branco peão · g2 branco peão · h2 branco peão · a1 branco torre · b1 branco cavalo · c1 branco bispo · e1 branco torre · g1 branco rei | a8 preto torre · c8 preto bispo · e8 preto rei · g8 preto cavalo · h8 preto torre · a7 preto peão · b7 preto peão · c7 preto peão · d7 preto peão · f7 preto peão · g7 preto peão · h7 preto peão · c6 preto cavalo · g6 preto rainha · a5 preto bispo · e5 branco peão · c4 branco bispo · b3 branco rainha · c3 branco peão · d3 preto peão · f3 branco cavalo · a2 branco peão · f2 branco peão · g2 branco peão · h2 branco peão · a1 branco torre · b1 branco cavalo · c1 branco bispo · e1 branco torre · g1 branco rei | a8 preto torre · c8 preto bispo · e8 preto rei · g8 preto cavalo · h8 preto torre · a7 preto peão · b7 preto peão · c7 preto peão · d7 preto peão · f7 preto peão · g7 preto peão · h7 preto peão · c6 preto cavalo · g6 preto rainha · a5 preto bispo · e5 branco peão · c4 branco bispo · b3 branco rainha · c3 branco peão · d3 preto peão · f3 branco cavalo · a2 branco peão · f2 branco peão · g2 branco peão · h2 branco peão · a1 branco torre · b1 branco cavalo · c1 branco bispo · e1 branco torre · g1 branco rei | 8 |
| 7 | a8 preto torre · c8 preto bispo · e8 preto rei · g8 preto cavalo · h8 preto torre · a7 preto peão · b7 preto peão · c7 preto peão · d7 preto peão · f7 preto peão · g7 preto peão · h7 preto peão · c6 preto cavalo · g6 preto rainha · a5 preto bispo · e5 branco peão · c4 branco bispo · b3 branco rainha · c3 branco peão · d3 preto peão · f3 branco cavalo · a2 branco peão · f2 branco peão · g2 branco peão · h2 branco peão · a1 branco torre · b1 branco cavalo · c1 branco bispo · e1 branco torre · g1 branco rei | a8 preto torre · c8 preto bispo · e8 preto rei · g8 preto cavalo · h8 preto torre · a7 preto peão · b7 preto peão · c7 preto peão · d7 preto peão · f7 preto peão · g7 preto peão · h7 preto peão · c6 preto cavalo · g6 preto rainha · a5 preto bispo · e5 branco peão · c4 branco bispo · b3 branco rainha · c3 branco peão · d3 preto peão · f3 branco cavalo · a2 branco peão · f2 branco peão · g2 branco peão · h2 branco peão · a1 branco torre · b1 branco cavalo · c1 branco bispo · e1 branco torre · g1 branco rei | a8 preto torre · c8 preto bispo · e8 preto rei · g8 preto cavalo · h8 preto torre · a7 preto peão · b7 preto peão · c7 preto peão · d7 preto peão · f7 preto peão · g7 preto peão · h7 preto peão · c6 preto cavalo · g6 preto rainha · a5 preto bispo · e5 branco peão · c4 branco bispo · b3 branco rainha · c3 branco peão · d3 preto peão · f3 branco cavalo · a2 branco peão · f2 branco peão · g2 branco peão · h2 branco peão · a1 branco torre · b1 branco cavalo · c1 branco bispo · e1 branco torre · g1 branco rei | a8 preto torre · c8 preto bispo · e8 preto rei · g8 preto cavalo · h8 preto torre · a7 preto peão · b7 preto peão · c7 preto peão · d7 preto peão · f7 preto peão · g7 preto peão · h7 preto peão · c6 preto cavalo · g6 preto rainha · a5 preto bispo · e5 branco peão · c4 branco bispo · b3 branco rainha · c3 branco peão · d3 preto peão · f3 branco cavalo · a2 branco peão · f2 branco peão · g2 branco peão · h2 branco peão · a1 branco torre · b1 branco cavalo · c1 branco bispo · e1 branco torre · g1 branco rei | a8 preto torre · c8 preto bispo · e8 preto rei · g8 preto cavalo · h8 preto torre · a7 preto peão · b7 preto peão · c7 preto peão · d7 preto peão · f7 preto peão · g7 preto peão · h7 preto peão · c6 preto cavalo · g6 preto rainha · a5 preto bispo · e5 branco peão · c4 branco bispo · b3 branco rainha · c3 branco peão · d3 preto peão · f3 branco cavalo · a2 branco peão · f2 branco peão · g2 branco peão · h2 branco peão · a1 branco torre · b1 branco cavalo · c1 branco bispo · e1 branco torre · g1 branco rei | a8 preto torre · c8 preto bispo · e8 preto rei · g8 preto cavalo · h8 preto torre · a7 preto peão · b7 preto peão · c7 preto peão · d7 preto peão · f7 preto peão · g7 preto peão · h7 preto peão · c6 preto cavalo · g6 preto rainha · a5 preto bispo · e5 branco peão · c4 branco bispo · b3 branco rainha · c3 branco peão · d3 preto peão · f3 branco cavalo · a2 branco peão · f2 branco peão · g2 branco peão · h2 branco peão · a1 branco torre · b1 branco cavalo · c1 branco bispo · e1 branco torre · g1 branco rei | a8 preto torre · c8 preto bispo · e8 preto rei · g8 preto cavalo · h8 preto torre · a7 preto peão · b7 preto peão · c7 preto peão · d7 preto peão · f7 preto peão · g7 preto peão · h7 preto peão · c6 preto cavalo · g6 preto rainha · a5 preto bispo · e5 branco peão · c4 branco bispo · b3 branco rainha · c3 branco peão · d3 preto peão · f3 branco cavalo · a2 branco peão · f2 branco peão · g2 branco peão · h2 branco peão · a1 branco torre · b1 branco cavalo · c1 branco bispo · e1 branco torre · g1 branco rei | a8 preto torre · c8 preto bispo · e8 preto rei · g8 preto cavalo · h8 preto torre · a7 preto peão · b7 preto peão · c7 preto peão · d7 preto peão · f7 preto peão · g7 preto peão · h7 preto peão · c6 preto cavalo · g6 preto rainha · a5 preto bispo · e5 branco peão · c4 branco bispo · b3 branco rainha · c3 branco peão · d3 preto peão · f3 branco cavalo · a2 branco peão · f2 branco peão · g2 branco peão · h2 branco peão · a1 branco torre · b1 branco cavalo · c1 branco bispo · e1 branco torre · g1 branco rei | 7 |
| 6 | a8 preto torre · c8 preto bispo · e8 preto rei · g8 preto cavalo · h8 preto torre · a7 preto peão · b7 preto peão · c7 preto peão · d7 preto peão · f7 preto peão · g7 preto peão · h7 preto peão · c6 preto cavalo · g6 preto rainha · a5 preto bispo · e5 branco peão · c4 branco bispo · b3 branco rainha · c3 branco peão · d3 preto peão · f3 branco cavalo · a2 branco peão · f2 branco peão · g2 branco peão · h2 branco peão · a1 branco torre · b1 branco cavalo · c1 branco bispo · e1 branco torre · g1 branco rei | a8 preto torre · c8 preto bispo · e8 preto rei · g8 preto cavalo · h8 preto torre · a7 preto peão · b7 preto peão · c7 preto peão · d7 preto peão · f7 preto peão · g7 preto peão · h7 preto peão · c6 preto cavalo · g6 preto rainha · a5 preto bispo · e5 branco peão · c4 branco bispo · b3 branco rainha · c3 branco peão · d3 preto peão · f3 branco cavalo · a2 branco peão · f2 branco peão · g2 branco peão · h2 branco peão · a1 branco torre · b1 branco cavalo · c1 branco bispo · e1 branco torre · g1 branco rei | a8 preto torre · c8 preto bispo · e8 preto rei · g8 preto cavalo · h8 preto torre · a7 preto peão · b7 preto peão · c7 preto peão · d7 preto peão · f7 preto peão · g7 preto peão · h7 preto peão · c6 preto cavalo · g6 preto rainha · a5 preto bispo · e5 branco peão · c4 branco bispo · b3 branco rainha · c3 branco peão · d3 preto peão · f3 branco cavalo · a2 branco peão · f2 branco peão · g2 branco peão · h2 branco peão · a1 branco torre · b1 branco cavalo · c1 branco bispo · e1 branco torre · g1 branco rei | a8 preto torre · c8 preto bispo · e8 preto rei · g8 preto cavalo · h8 preto torre · a7 preto peão · b7 preto peão · c7 preto peão · d7 preto peão · f7 preto peão · g7 preto peão · h7 preto peão · c6 preto cavalo · g6 preto rainha · a5 preto bispo · e5 branco peão · c4 branco bispo · b3 branco rainha · c3 branco peão · d3 preto peão · f3 branco cavalo · a2 branco peão · f2 branco peão · g2 branco peão · h2 branco peão · a1 branco torre · b1 branco cavalo · c1 branco bispo · e1 branco torre · g1 branco rei | a8 preto torre · c8 preto bispo · e8 preto rei · g8 preto cavalo · h8 preto torre · a7 preto peão · b7 preto peão · c7 preto peão · d7 preto peão · f7 preto peão · g7 preto peão · h7 preto peão · c6 preto cavalo · g6 preto rainha · a5 preto bispo · e5 branco peão · c4 branco bispo · b3 branco rainha · c3 branco peão · d3 preto peão · f3 branco cavalo · a2 branco peão · f2 branco peão · g2 branco peão · h2 branco peão · a1 branco torre · b1 branco cavalo · c1 branco bispo · e1 branco torre · g1 branco rei | a8 preto torre · c8 preto bispo · e8 preto rei · g8 preto cavalo · h8 preto torre · a7 preto peão · b7 preto peão · c7 preto peão · d7 preto peão · f7 preto peão · g7 preto peão · h7 preto peão · c6 preto cavalo · g6 preto rainha · a5 preto bispo · e5 branco peão · c4 branco bispo · b3 branco rainha · c3 branco peão · d3 preto peão · f3 branco cavalo · a2 branco peão · f2 branco peão · g2 branco peão · h2 branco peão · a1 branco torre · b1 branco cavalo · c1 branco bispo · e1 branco torre · g1 branco rei | a8 preto torre · c8 preto bispo · e8 preto rei · g8 preto cavalo · h8 preto torre · a7 preto peão · b7 preto peão · c7 preto peão · d7 preto peão · f7 preto peão · g7 preto peão · h7 preto peão · c6 preto cavalo · g6 preto rainha · a5 preto bispo · e5 branco peão · c4 branco bispo · b3 branco rainha · c3 branco peão · d3 preto peão · f3 branco cavalo · a2 branco peão · f2 branco peão · g2 branco peão · h2 branco peão · a1 branco torre · b1 branco cavalo · c1 branco bispo · e1 branco torre · g1 branco rei | a8 preto torre · c8 preto bispo · e8 preto rei · g8 preto cavalo · h8 preto torre · a7 preto peão · b7 preto peão · c7 preto peão · d7 preto peão · f7 preto peão · g7 preto peão · h7 preto peão · c6 preto cavalo · g6 preto rainha · a5 preto bispo · e5 branco peão · c4 branco bispo · b3 branco rainha · c3 branco peão · d3 preto peão · f3 branco cavalo · a2 branco peão · f2 branco peão · g2 branco peão · h2 branco peão · a1 branco torre · b1 branco cavalo · c1 branco bispo · e1 branco torre · g1 branco rei | 6 |
| 5 | a8 preto torre · c8 preto bispo · e8 preto rei · g8 preto cavalo · h8 preto torre · a7 preto peão · b7 preto peão · c7 preto peão · d7 preto peão · f7 preto peão · g7 preto peão · h7 preto peão · c6 preto cavalo · g6 preto rainha · a5 preto bispo · e5 branco peão · c4 branco bispo · b3 branco rainha · c3 branco peão · d3 preto peão · f3 branco cavalo · a2 branco peão · f2 branco peão · g2 branco peão · h2 branco peão · a1 branco torre · b1 branco cavalo · c1 branco bispo · e1 branco torre · g1 branco rei | a8 preto torre · c8 preto bispo · e8 preto rei · g8 preto cavalo · h8 preto torre · a7 preto peão · b7 preto peão · c7 preto peão · d7 preto peão · f7 preto peão · g7 preto peão · h7 preto peão · c6 preto cavalo · g6 preto rainha · a5 preto bispo · e5 branco peão · c4 branco bispo · b3 branco rainha · c3 branco peão · d3 preto peão · f3 branco cavalo · a2 branco peão · f2 branco peão · g2 branco peão · h2 branco peão · a1 branco torre · b1 branco cavalo · c1 branco bispo · e1 branco torre · g1 branco rei | a8 preto torre · c8 preto bispo · e8 preto rei · g8 preto cavalo · h8 preto torre · a7 preto peão · b7 preto peão · c7 preto peão · d7 preto peão · f7 preto peão · g7 preto peão · h7 preto peão · c6 preto cavalo · g6 preto rainha · a5 preto bispo · e5 branco peão · c4 branco bispo · b3 branco rainha · c3 branco peão · d3 preto peão · f3 branco cavalo · a2 branco peão · f2 branco peão · g2 branco peão · h2 branco peão · a1 branco torre · b1 branco cavalo · c1 branco bispo · e1 branco torre · g1 branco rei | a8 preto torre · c8 preto bispo · e8 preto rei · g8 preto cavalo · h8 preto torre · a7 preto peão · b7 preto peão · c7 preto peão · d7 preto peão · f7 preto peão · g7 preto peão · h7 preto peão · c6 preto cavalo · g6 preto rainha · a5 preto bispo · e5 branco peão · c4 branco bispo · b3 branco rainha · c3 branco peão · d3 preto peão · f3 branco cavalo · a2 branco peão · f2 branco peão · g2 branco peão · h2 branco peão · a1 branco torre · b1 branco cavalo · c1 branco bispo · e1 branco torre · g1 branco rei | a8 preto torre · c8 preto bispo · e8 preto rei · g8 preto cavalo · h8 preto torre · a7 preto peão · b7 preto peão · c7 preto peão · d7 preto peão · f7 preto peão · g7 preto peão · h7 preto peão · c6 preto cavalo · g6 preto rainha · a5 preto bispo · e5 branco peão · c4 branco bispo · b3 branco rainha · c3 branco peão · d3 preto peão · f3 branco cavalo · a2 branco peão · f2 branco peão · g2 branco peão · h2 branco peão · a1 branco torre · b1 branco cavalo · c1 branco bispo · e1 branco torre · g1 branco rei | a8 preto torre · c8 preto bispo · e8 preto rei · g8 preto cavalo · h8 preto torre · a7 preto peão · b7 preto peão · c7 preto peão · d7 preto peão · f7 preto peão · g7 preto peão · h7 preto peão · c6 preto cavalo · g6 preto rainha · a5 preto bispo · e5 branco peão · c4 branco bispo · b3 branco rainha · c3 branco peão · d3 preto peão · f3 branco cavalo · a2 branco peão · f2 branco peão · g2 branco peão · h2 branco peão · a1 branco torre · b1 branco cavalo · c1 branco bispo · e1 branco torre · g1 branco rei | a8 preto torre · c8 preto bispo · e8 preto rei · g8 preto cavalo · h8 preto torre · a7 preto peão · b7 preto peão · c7 preto peão · d7 preto peão · f7 preto peão · g7 preto peão · h7 preto peão · c6 preto cavalo · g6 preto rainha · a5 preto bispo · e5 branco peão · c4 branco bispo · b3 branco rainha · c3 branco peão · d3 preto peão · f3 branco cavalo · a2 branco peão · f2 branco peão · g2 branco peão · h2 branco peão · a1 branco torre · b1 branco cavalo · c1 branco bispo · e1 branco torre · g1 branco rei | a8 preto torre · c8 preto bispo · e8 preto rei · g8 preto cavalo · h8 preto torre · a7 preto peão · b7 preto peão · c7 preto peão · d7 preto peão · f7 preto peão · g7 preto peão · h7 preto peão · c6 preto cavalo · g6 preto rainha · a5 preto bispo · e5 branco peão · c4 branco bispo · b3 branco rainha · c3 branco peão · d3 preto peão · f3 branco cavalo · a2 branco peão · f2 branco peão · g2 branco peão · h2 branco peão · a1 branco torre · b1 branco cavalo · c1 branco bispo · e1 branco torre · g1 branco rei | 5 |
| 4 | a8 preto torre · c8 preto bispo · e8 preto rei · g8 preto cavalo · h8 preto torre · a7 preto peão · b7 preto peão · c7 preto peão · d7 preto peão · f7 preto peão · g7 preto peão · h7 preto peão · c6 preto cavalo · g6 preto rainha · a5 preto bispo · e5 branco peão · c4 branco bispo · b3 branco rainha · c3 branco peão · d3 preto peão · f3 branco cavalo · a2 branco peão · f2 branco peão · g2 branco peão · h2 branco peão · a1 branco torre · b1 branco cavalo · c1 branco bispo · e1 branco torre · g1 branco rei | a8 preto torre · c8 preto bispo · e8 preto rei · g8 preto cavalo · h8 preto torre · a7 preto peão · b7 preto peão · c7 preto peão · d7 preto peão · f7 preto peão · g7 preto peão · h7 preto peão · c6 preto cavalo · g6 preto rainha · a5 preto bispo · e5 branco peão · c4 branco bispo · b3 branco rainha · c3 branco peão · d3 preto peão · f3 branco cavalo · a2 branco peão · f2 branco peão · g2 branco peão · h2 branco peão · a1 branco torre · b1 branco cavalo · c1 branco bispo · e1 branco torre · g1 branco rei | a8 preto torre · c8 preto bispo · e8 preto rei · g8 preto cavalo · h8 preto torre · a7 preto peão · b7 preto peão · c7 preto peão · d7 preto peão · f7 preto peão · g7 preto peão · h7 preto peão · c6 preto cavalo · g6 preto rainha · a5 preto bispo · e5 branco peão · c4 branco bispo · b3 branco rainha · c3 branco peão · d3 preto peão · f3 branco cavalo · a2 branco peão · f2 branco peão · g2 branco peão · h2 branco peão · a1 branco torre · b1 branco cavalo · c1 branco bispo · e1 branco torre · g1 branco rei | a8 preto torre · c8 preto bispo · e8 preto rei · g8 preto cavalo · h8 preto torre · a7 preto peão · b7 preto peão · c7 preto peão · d7 preto peão · f7 preto peão · g7 preto peão · h7 preto peão · c6 preto cavalo · g6 preto rainha · a5 preto bispo · e5 branco peão · c4 branco bispo · b3 branco rainha · c3 branco peão · d3 preto peão · f3 branco cavalo · a2 branco peão · f2 branco peão · g2 branco peão · h2 branco peão · a1 branco torre · b1 branco cavalo · c1 branco bispo · e1 branco torre · g1 branco rei | a8 preto torre · c8 preto bispo · e8 preto rei · g8 preto cavalo · h8 preto torre · a7 preto peão · b7 preto peão · c7 preto peão · d7 preto peão · f7 preto peão · g7 preto peão · h7 preto peão · c6 preto cavalo · g6 preto rainha · a5 preto bispo · e5 branco peão · c4 branco bispo · b3 branco rainha · c3 branco peão · d3 preto peão · f3 branco cavalo · a2 branco peão · f2 branco peão · g2 branco peão · h2 branco peão · a1 branco torre · b1 branco cavalo · c1 branco bispo · e1 branco torre · g1 branco rei | a8 preto torre · c8 preto bispo · e8 preto rei · g8 preto cavalo · h8 preto torre · a7 preto peão · b7 preto peão · c7 preto peão · d7 preto peão · f7 preto peão · g7 preto peão · h7 preto peão · c6 preto cavalo · g6 preto rainha · a5 preto bispo · e5 branco peão · c4 branco bispo · b3 branco rainha · c3 branco peão · d3 preto peão · f3 branco cavalo · a2 branco peão · f2 branco peão · g2 branco peão · h2 branco peão · a1 branco torre · b1 branco cavalo · c1 branco bispo · e1 branco torre · g1 branco rei | a8 preto torre · c8 preto bispo · e8 preto rei · g8 preto cavalo · h8 preto torre · a7 preto peão · b7 preto peão · c7 preto peão · d7 preto peão · f7 preto peão · g7 preto peão · h7 preto peão · c6 preto cavalo · g6 preto rainha · a5 preto bispo · e5 branco peão · c4 branco bispo · b3 branco rainha · c3 branco peão · d3 preto peão · f3 branco cavalo · a2 branco peão · f2 branco peão · g2 branco peão · h2 branco peão · a1 branco torre · b1 branco cavalo · c1 branco bispo · e1 branco torre · g1 branco rei | a8 preto torre · c8 preto bispo · e8 preto rei · g8 preto cavalo · h8 preto torre · a7 preto peão · b7 preto peão · c7 preto peão · d7 preto peão · f7 preto peão · g7 preto peão · h7 preto peão · c6 preto cavalo · g6 preto rainha · a5 preto bispo · e5 branco peão · c4 branco bispo · b3 branco rainha · c3 branco peão · d3 preto peão · f3 branco cavalo · a2 branco peão · f2 branco peão · g2 branco peão · h2 branco peão · a1 branco torre · b1 branco cavalo · c1 branco bispo · e1 branco torre · g1 branco rei | 4 |
| 3 | a8 preto torre · c8 preto bispo · e8 preto rei · g8 preto cavalo · h8 preto torre · a7 preto peão · b7 preto peão · c7 preto peão · d7 preto peão · f7 preto peão · g7 preto peão · h7 preto peão · c6 preto cavalo · g6 preto rainha · a5 preto bispo · e5 branco peão · c4 branco bispo · b3 branco rainha · c3 branco peão · d3 preto peão · f3 branco cavalo · a2 branco peão · f2 branco peão · g2 branco peão · h2 branco peão · a1 branco torre · b1 branco cavalo · c1 branco bispo · e1 branco torre · g1 branco rei | a8 preto torre · c8 preto bispo · e8 preto rei · g8 preto cavalo · h8 preto torre · a7 preto peão · b7 preto peão · c7 preto peão · d7 preto peão · f7 preto peão · g7 preto peão · h7 preto peão · c6 preto cavalo · g6 preto rainha · a5 preto bispo · e5 branco peão · c4 branco bispo · b3 branco rainha · c3 branco peão · d3 preto peão · f3 branco cavalo · a2 branco peão · f2 branco peão · g2 branco peão · h2 branco peão · a1 branco torre · b1 branco cavalo · c1 branco bispo · e1 branco torre · g1 branco rei | a8 preto torre · c8 preto bispo · e8 preto rei · g8 preto cavalo · h8 preto torre · a7 preto peão · b7 preto peão · c7 preto peão · d7 preto peão · f7 preto peão · g7 preto peão · h7 preto peão · c6 preto cavalo · g6 preto rainha · a5 preto bispo · e5 branco peão · c4 branco bispo · b3 branco rainha · c3 branco peão · d3 preto peão · f3 branco cavalo · a2 branco peão · f2 branco peão · g2 branco peão · h2 branco peão · a1 branco torre · b1 branco cavalo · c1 branco bispo · e1 branco torre · g1 branco rei | a8 preto torre · c8 preto bispo · e8 preto rei · g8 preto cavalo · h8 preto torre · a7 preto peão · b7 preto peão · c7 preto peão · d7 preto peão · f7 preto peão · g7 preto peão · h7 preto peão · c6 preto cavalo · g6 preto rainha · a5 preto bispo · e5 branco peão · c4 branco bispo · b3 branco rainha · c3 branco peão · d3 preto peão · f3 branco cavalo · a2 branco peão · f2 branco peão · g2 branco peão · h2 branco peão · a1 branco torre · b1 branco cavalo · c1 branco bispo · e1 branco torre · g1 branco rei | a8 preto torre · c8 preto bispo · e8 preto rei · g8 preto cavalo · h8 preto torre · a7 preto peão · b7 preto peão · c7 preto peão · d7 preto peão · f7 preto peão · g7 preto peão · h7 preto peão · c6 preto cavalo · g6 preto rainha · a5 preto bispo · e5 branco peão · c4 branco bispo · b3 branco rainha · c3 branco peão · d3 preto peão · f3 branco cavalo · a2 branco peão · f2 branco peão · g2 branco peão · h2 branco peão · a1 branco torre · b1 branco cavalo · c1 branco bispo · e1 branco torre · g1 branco rei | a8 preto torre · c8 preto bispo · e8 preto rei · g8 preto cavalo · h8 preto torre · a7 preto peão · b7 preto peão · c7 preto peão · d7 preto peão · f7 preto peão · g7 preto peão · h7 preto peão · c6 preto cavalo · g6 preto rainha · a5 preto bispo · e5 branco peão · c4 branco bispo · b3 branco rainha · c3 branco peão · d3 preto peão · f3 branco cavalo · a2 branco peão · f2 branco peão · g2 branco peão · h2 branco peão · a1 branco torre · b1 branco cavalo · c1 branco bispo · e1 branco torre · g1 branco rei | a8 preto torre · c8 preto bispo · e8 preto rei · g8 preto cavalo · h8 preto torre · a7 preto peão · b7 preto peão · c7 preto peão · d7 preto peão · f7 preto peão · g7 preto peão · h7 preto peão · c6 preto cavalo · g6 preto rainha · a5 preto bispo · e5 branco peão · c4 branco bispo · b3 branco rainha · c3 branco peão · d3 preto peão · f3 branco cavalo · a2 branco peão · f2 branco peão · g2 branco peão · h2 branco peão · a1 branco torre · b1 branco cavalo · c1 branco bispo · e1 branco torre · g1 branco rei | a8 preto torre · c8 preto bispo · e8 preto rei · g8 preto cavalo · h8 preto torre · a7 preto peão · b7 preto peão · c7 preto peão · d7 preto peão · f7 preto peão · g7 preto peão · h7 preto peão · c6 preto cavalo · g6 preto rainha · a5 preto bispo · e5 branco peão · c4 branco bispo · b3 branco rainha · c3 branco peão · d3 preto peão · f3 branco cavalo · a2 branco peão · f2 branco peão · g2 branco peão · h2 branco peão · a1 branco torre · b1 branco cavalo · c1 branco bispo · e1 branco torre · g1 branco rei | 3 |
| 2 | a8 preto torre · c8 preto bispo · e8 preto rei · g8 preto cavalo · h8 preto torre · a7 preto peão · b7 preto peão · c7 preto peão · d7 preto peão · f7 preto peão · g7 preto peão · h7 preto peão · c6 preto cavalo · g6 preto rainha · a5 preto bispo · e5 branco peão · c4 branco bispo · b3 branco rainha · c3 branco peão · d3 preto peão · f3 branco cavalo · a2 branco peão · f2 branco peão · g2 branco peão · h2 branco peão · a1 branco torre · b1 branco cavalo · c1 branco bispo · e1 branco torre · g1 branco rei | a8 preto torre · c8 preto bispo · e8 preto rei · g8 preto cavalo · h8 preto torre · a7 preto peão · b7 preto peão · c7 preto peão · d7 preto peão · f7 preto peão · g7 preto peão · h7 preto peão · c6 preto cavalo · g6 preto rainha · a5 preto bispo · e5 branco peão · c4 branco bispo · b3 branco rainha · c3 branco peão · d3 preto peão · f3 branco cavalo · a2 branco peão · f2 branco peão · g2 branco peão · h2 branco peão · a1 branco torre · b1 branco cavalo · c1 branco bispo · e1 branco torre · g1 branco rei | a8 preto torre · c8 preto bispo · e8 preto rei · g8 preto cavalo · h8 preto torre · a7 preto peão · b7 preto peão · c7 preto peão · d7 preto peão · f7 preto peão · g7 preto peão · h7 preto peão · c6 preto cavalo · g6 preto rainha · a5 preto bispo · e5 branco peão · c4 branco bispo · b3 branco rainha · c3 branco peão · d3 preto peão · f3 branco cavalo · a2 branco peão · f2 branco peão · g2 branco peão · h2 branco peão · a1 branco torre · b1 branco cavalo · c1 branco bispo · e1 branco torre · g1 branco rei | a8 preto torre · c8 preto bispo · e8 preto rei · g8 preto cavalo · h8 preto torre · a7 preto peão · b7 preto peão · c7 preto peão · d7 preto peão · f7 preto peão · g7 preto peão · h7 preto peão · c6 preto cavalo · g6 preto rainha · a5 preto bispo · e5 branco peão · c4 branco bispo · b3 branco rainha · c3 branco peão · d3 preto peão · f3 branco cavalo · a2 branco peão · f2 branco peão · g2 branco peão · h2 branco peão · a1 branco torre · b1 branco cavalo · c1 branco bispo · e1 branco torre · g1 branco rei | a8 preto torre · c8 preto bispo · e8 preto rei · g8 preto cavalo · h8 preto torre · a7 preto peão · b7 preto peão · c7 preto peão · d7 preto peão · f7 preto peão · g7 preto peão · h7 preto peão · c6 preto cavalo · g6 preto rainha · a5 preto bispo · e5 branco peão · c4 branco bispo · b3 branco rainha · c3 branco peão · d3 preto peão · f3 branco cavalo · a2 branco peão · f2 branco peão · g2 branco peão · h2 branco peão · a1 branco torre · b1 branco cavalo · c1 branco bispo · e1 branco torre · g1 branco rei | a8 preto torre · c8 preto bispo · e8 preto rei · g8 preto cavalo · h8 preto torre · a7 preto peão · b7 preto peão · c7 preto peão · d7 preto peão · f7 preto peão · g7 preto peão · h7 preto peão · c6 preto cavalo · g6 preto rainha · a5 preto bispo · e5 branco peão · c4 branco bispo · b3 branco rainha · c3 branco peão · d3 preto peão · f3 branco cavalo · a2 branco peão · f2 branco peão · g2 branco peão · h2 branco peão · a1 branco torre · b1 branco cavalo · c1 branco bispo · e1 branco torre · g1 branco rei | a8 preto torre · c8 preto bispo · e8 preto rei · g8 preto cavalo · h8 preto torre · a7 preto peão · b7 preto peão · c7 preto peão · d7 preto peão · f7 preto peão · g7 preto peão · h7 preto peão · c6 preto cavalo · g6 preto rainha · a5 preto bispo · e5 branco peão · c4 branco bispo · b3 branco rainha · c3 branco peão · d3 preto peão · f3 branco cavalo · a2 branco peão · f2 branco peão · g2 branco peão · h2 branco peão · a1 branco torre · b1 branco cavalo · c1 branco bispo · e1 branco torre · g1 branco rei | a8 preto torre · c8 preto bispo · e8 preto rei · g8 preto cavalo · h8 preto torre · a7 preto peão · b7 preto peão · c7 preto peão · d7 preto peão · f7 preto peão · g7 preto peão · h7 preto peão · c6 preto cavalo · g6 preto rainha · a5 preto bispo · e5 branco peão · c4 branco bispo · b3 branco rainha · c3 branco peão · d3 preto peão · f3 branco cavalo · a2 branco peão · f2 branco peão · g2 branco peão · h2 branco peão · a1 branco torre · b1 branco cavalo · c1 branco bispo · e1 branco torre · g1 branco rei | 2 |
| 1 | a8 preto torre · c8 preto bispo · e8 preto rei · g8 preto cavalo · h8 preto torre · a7 preto peão · b7 preto peão · c7 preto peão · d7 preto peão · f7 preto peão · g7 preto peão · h7 preto peão · c6 preto cavalo · g6 preto rainha · a5 preto bispo · e5 branco peão · c4 branco bispo · b3 branco rainha · c3 branco peão · d3 preto peão · f3 branco cavalo · a2 branco peão · f2 branco peão · g2 branco peão · h2 branco peão · a1 branco torre · b1 branco cavalo · c1 branco bispo · e1 branco torre · g1 branco rei | a8 preto torre · c8 preto bispo · e8 preto rei · g8 preto cavalo · h8 preto torre · a7 preto peão · b7 preto peão · c7 preto peão · d7 preto peão · f7 preto peão · g7 preto peão · h7 preto peão · c6 preto cavalo · g6 preto rainha · a5 preto bispo · e5 branco peão · c4 branco bispo · b3 branco rainha · c3 branco peão · d3 preto peão · f3 branco cavalo · a2 branco peão · f2 branco peão · g2 branco peão · h2 branco peão · a1 branco torre · b1 branco cavalo · c1 branco bispo · e1 branco torre · g1 branco rei | a8 preto torre · c8 preto bispo · e8 preto rei · g8 preto cavalo · h8 preto torre · a7 preto peão · b7 preto peão · c7 preto peão · d7 preto peão · f7 preto peão · g7 preto peão · h7 preto peão · c6 preto cavalo · g6 preto rainha · a5 preto bispo · e5 branco peão · c4 branco bispo · b3 branco rainha · c3 branco peão · d3 preto peão · f3 branco cavalo · a2 branco peão · f2 branco peão · g2 branco peão · h2 branco peão · a1 branco torre · b1 branco cavalo · c1 branco bispo · e1 branco torre · g1 branco rei | a8 preto torre · c8 preto bispo · e8 preto rei · g8 preto cavalo · h8 preto torre · a7 preto peão · b7 preto peão · c7 preto peão · d7 preto peão · f7 preto peão · g7 preto peão · h7 preto peão · c6 preto cavalo · g6 preto rainha · a5 preto bispo · e5 branco peão · c4 branco bispo · b3 branco rainha · c3 branco peão · d3 preto peão · f3 branco cavalo · a2 branco peão · f2 branco peão · g2 branco peão · h2 branco peão · a1 branco torre · b1 branco cavalo · c1 branco bispo · e1 branco torre · g1 branco rei | a8 preto torre · c8 preto bispo · e8 preto rei · g8 preto cavalo · h8 preto torre · a7 preto peão · b7 preto peão · c7 preto peão · d7 preto peão · f7 preto peão · g7 preto peão · h7 preto peão · c6 preto cavalo · g6 preto rainha · a5 preto bispo · e5 branco peão · c4 branco bispo · b3 branco rainha · c3 branco peão · d3 preto peão · f3 branco cavalo · a2 branco peão · f2 branco peão · g2 branco peão · h2 branco peão · a1 branco torre · b1 branco cavalo · c1 branco bispo · e1 branco torre · g1 branco rei | a8 preto torre · c8 preto bispo · e8 preto rei · g8 preto cavalo · h8 preto torre · a7 preto peão · b7 preto peão · c7 preto peão · d7 preto peão · f7 preto peão · g7 preto peão · h7 preto peão · c6 preto cavalo · g6 preto rainha · a5 preto bispo · e5 branco peão · c4 branco bispo · b3 branco rainha · c3 branco peão · d3 preto peão · f3 branco cavalo · a2 branco peão · f2 branco peão · g2 branco peão · h2 branco peão · a1 branco torre · b1 branco cavalo · c1 branco bispo · e1 branco torre · g1 branco rei | a8 preto torre · c8 preto bispo · e8 preto rei · g8 preto cavalo · h8 preto torre · a7 preto peão · b7 preto peão · c7 preto peão · d7 preto peão · f7 preto peão · g7 preto peão · h7 preto peão · c6 preto cavalo · g6 preto rainha · a5 preto bispo · e5 branco peão · c4 branco bispo · b3 branco rainha · c3 branco peão · d3 preto peão · f3 branco cavalo · a2 branco peão · f2 branco peão · g2 branco peão · h2 branco peão · a1 branco torre · b1 branco cavalo · c1 branco bispo · e1 branco torre · g1 branco rei | a8 preto torre · c8 preto bispo · e8 preto rei · g8 preto cavalo · h8 preto torre · a7 preto peão · b7 preto peão · c7 preto peão · d7 preto peão · f7 preto peão · g7 preto peão · h7 preto peão · c6 preto cavalo · g6 preto rainha · a5 preto bispo · e5 branco peão · c4 branco bispo · b3 branco rainha · c3 branco peão · d3 preto peão · f3 branco cavalo · a2 branco peão · f2 branco peão · g2 branco peão · h2 branco peão · a1 branco torre · b1 branco cavalo · c1 branco bispo · e1 branco torre · g1 branco rei | 1 |
|   | a | b | c | d | e | f | g | h |   |

10. Te1! Cge7 11. Ba3 b5?!
Ao invés de defender sua própria posição, as pretas oferecem um contra-sacrifício para colocar a torre da dama em jogo. Apesar disso Burgess sugere 11. ...a6 para permitir que o peão da coluna b avance mais tarde, ganhando um tempo.
12. Dxb5 Tb8 13. Da4 Bb6
As pretas não podem jogar O-O agora porque 14. Bxe7 ganharia um peça pois o cavalo na c6 não pode defender simultaneamente o cavalo na e7 e o bispo na a5.
14. Cbd2 Bb7 15. Ce4 Df5? 16. Bxd3 Dh5 17. Cf6+!?
Um belo sacrifício, embora Burgess tenha notado que 17. Cg3 Dh6 18. Bc1 De6 19. Bc4 ganha material e por um caminho bem mais simples.
|   | a | b | c | d | e | f | g | h |   |
| 8 | b8 preto torre · e8 preto rei · g8 preto torre · a7 preto peão · b7 preto bispo · c7 preto peão · d7 preto peão · e7 preto cavalo · f7 preto peão · h7 preto peão · b6 preto bispo · c6 preto cavalo · f6 branco peão · a4 branco rainha · a3 branco bispo · c3 branco peão · d3 branco bispo · f3 preto rainha · a2 branco peão · f2 branco peão · g2 branco peão · h2 branco peão · d1 branco torre · e1 branco torre · g1 branco rei | b8 preto torre · e8 preto rei · g8 preto torre · a7 preto peão · b7 preto bispo · c7 preto peão · d7 preto peão · e7 preto cavalo · f7 preto peão · h7 preto peão · b6 preto bispo · c6 preto cavalo · f6 branco peão · a4 branco rainha · a3 branco bispo · c3 branco peão · d3 branco bispo · f3 preto rainha · a2 branco peão · f2 branco peão · g2 branco peão · h2 branco peão · d1 branco torre · e1 branco torre · g1 branco rei | b8 preto torre · e8 preto rei · g8 preto torre · a7 preto peão · b7 preto bispo · c7 preto peão · d7 preto peão · e7 preto cavalo · f7 preto peão · h7 preto peão · b6 preto bispo · c6 preto cavalo · f6 branco peão · a4 branco rainha · a3 branco bispo · c3 branco peão · d3 branco bispo · f3 preto rainha · a2 branco peão · f2 branco peão · g2 branco peão · h2 branco peão · d1 branco torre · e1 branco torre · g1 branco rei | b8 preto torre · e8 preto rei · g8 preto torre · a7 preto peão · b7 preto bispo · c7 preto peão · d7 preto peão · e7 preto cavalo · f7 preto peão · h7 preto peão · b6 preto bispo · c6 preto cavalo · f6 branco peão · a4 branco rainha · a3 branco bispo · c3 branco peão · d3 branco bispo · f3 preto rainha · a2 branco peão · f2 branco peão · g2 branco peão · h2 branco peão · d1 branco torre · e1 branco torre · g1 branco rei | b8 preto torre · e8 preto rei · g8 preto torre · a7 preto peão · b7 preto bispo · c7 preto peão · d7 preto peão · e7 preto cavalo · f7 preto peão · h7 preto peão · b6 preto bispo · c6 preto cavalo · f6 branco peão · a4 branco rainha · a3 branco bispo · c3 branco peão · d3 branco bispo · f3 preto rainha · a2 branco peão · f2 branco peão · g2 branco peão · h2 branco peão · d1 branco torre · e1 branco torre · g1 branco rei | b8 preto torre · e8 preto rei · g8 preto torre · a7 preto peão · b7 preto bispo · c7 preto peão · d7 preto peão · e7 preto cavalo · f7 preto peão · h7 preto peão · b6 preto bispo · c6 preto cavalo · f6 branco peão · a4 branco rainha · a3 branco bispo · c3 branco peão · d3 branco bispo · f3 preto rainha · a2 branco peão · f2 branco peão · g2 branco peão · h2 branco peão · d1 branco torre · e1 branco torre · g1 branco rei | b8 preto torre · e8 preto rei · g8 preto torre · a7 preto peão · b7 preto bispo · c7 preto peão · d7 preto peão · e7 preto cavalo · f7 preto peão · h7 preto peão · b6 preto bispo · c6 preto cavalo · f6 branco peão · a4 branco rainha · a3 branco bispo · c3 branco peão · d3 branco bispo · f3 preto rainha · a2 branco peão · f2 branco peão · g2 branco peão · h2 branco peão · d1 branco torre · e1 branco torre · g1 branco rei | b8 preto torre · e8 preto rei · g8 preto torre · a7 preto peão · b7 preto bispo · c7 preto peão · d7 preto peão · e7 preto cavalo · f7 preto peão · h7 preto peão · b6 preto bispo · c6 preto cavalo · f6 branco peão · a4 branco rainha · a3 branco bispo · c3 branco peão · d3 branco bispo · f3 preto rainha · a2 branco peão · f2 branco peão · g2 branco peão · h2 branco peão · d1 branco torre · e1 branco torre · g1 branco rei | 8 |
| 7 | b8 preto torre · e8 preto rei · g8 preto torre · a7 preto peão · b7 preto bispo · c7 preto peão · d7 preto peão · e7 preto cavalo · f7 preto peão · h7 preto peão · b6 preto bispo · c6 preto cavalo · f6 branco peão · a4 branco rainha · a3 branco bispo · c3 branco peão · d3 branco bispo · f3 preto rainha · a2 branco peão · f2 branco peão · g2 branco peão · h2 branco peão · d1 branco torre · e1 branco torre · g1 branco rei | b8 preto torre · e8 preto rei · g8 preto torre · a7 preto peão · b7 preto bispo · c7 preto peão · d7 preto peão · e7 preto cavalo · f7 preto peão · h7 preto peão · b6 preto bispo · c6 preto cavalo · f6 branco peão · a4 branco rainha · a3 branco bispo · c3 branco peão · d3 branco bispo · f3 preto rainha · a2 branco peão · f2 branco peão · g2 branco peão · h2 branco peão · d1 branco torre · e1 branco torre · g1 branco rei | b8 preto torre · e8 preto rei · g8 preto torre · a7 preto peão · b7 preto bispo · c7 preto peão · d7 preto peão · e7 preto cavalo · f7 preto peão · h7 preto peão · b6 preto bispo · c6 preto cavalo · f6 branco peão · a4 branco rainha · a3 branco bispo · c3 branco peão · d3 branco bispo · f3 preto rainha · a2 branco peão · f2 branco peão · g2 branco peão · h2 branco peão · d1 branco torre · e1 branco torre · g1 branco rei | b8 preto torre · e8 preto rei · g8 preto torre · a7 preto peão · b7 preto bispo · c7 preto peão · d7 preto peão · e7 preto cavalo · f7 preto peão · h7 preto peão · b6 preto bispo · c6 preto cavalo · f6 branco peão · a4 branco rainha · a3 branco bispo · c3 branco peão · d3 branco bispo · f3 preto rainha · a2 branco peão · f2 branco peão · g2 branco peão · h2 branco peão · d1 branco torre · e1 branco torre · g1 branco rei | b8 preto torre · e8 preto rei · g8 preto torre · a7 preto peão · b7 preto bispo · c7 preto peão · d7 preto peão · e7 preto cavalo · f7 preto peão · h7 preto peão · b6 preto bispo · c6 preto cavalo · f6 branco peão · a4 branco rainha · a3 branco bispo · c3 branco peão · d3 branco bispo · f3 preto rainha · a2 branco peão · f2 branco peão · g2 branco peão · h2 branco peão · d1 branco torre · e1 branco torre · g1 branco rei | b8 preto torre · e8 preto rei · g8 preto torre · a7 preto peão · b7 preto bispo · c7 preto peão · d7 preto peão · e7 preto cavalo · f7 preto peão · h7 preto peão · b6 preto bispo · c6 preto cavalo · f6 branco peão · a4 branco rainha · a3 branco bispo · c3 branco peão · d3 branco bispo · f3 preto rainha · a2 branco peão · f2 branco peão · g2 branco peão · h2 branco peão · d1 branco torre · e1 branco torre · g1 branco rei | b8 preto torre · e8 preto rei · g8 preto torre · a7 preto peão · b7 preto bispo · c7 preto peão · d7 preto peão · e7 preto cavalo · f7 preto peão · h7 preto peão · b6 preto bispo · c6 preto cavalo · f6 branco peão · a4 branco rainha · a3 branco bispo · c3 branco peão · d3 branco bispo · f3 preto rainha · a2 branco peão · f2 branco peão · g2 branco peão · h2 branco peão · d1 branco torre · e1 branco torre · g1 branco rei | b8 preto torre · e8 preto rei · g8 preto torre · a7 preto peão · b7 preto bispo · c7 preto peão · d7 preto peão · e7 preto cavalo · f7 preto peão · h7 preto peão · b6 preto bispo · c6 preto cavalo · f6 branco peão · a4 branco rainha · a3 branco bispo · c3 branco peão · d3 branco bispo · f3 preto rainha · a2 branco peão · f2 branco peão · g2 branco peão · h2 branco peão · d1 branco torre · e1 branco torre · g1 branco rei | 7 |
| 6 | b8 preto torre · e8 preto rei · g8 preto torre · a7 preto peão · b7 preto bispo · c7 preto peão · d7 preto peão · e7 preto cavalo · f7 preto peão · h7 preto peão · b6 preto bispo · c6 preto cavalo · f6 branco peão · a4 branco rainha · a3 branco bispo · c3 branco peão · d3 branco bispo · f3 preto rainha · a2 branco peão · f2 branco peão · g2 branco peão · h2 branco peão · d1 branco torre · e1 branco torre · g1 branco rei | b8 preto torre · e8 preto rei · g8 preto torre · a7 preto peão · b7 preto bispo · c7 preto peão · d7 preto peão · e7 preto cavalo · f7 preto peão · h7 preto peão · b6 preto bispo · c6 preto cavalo · f6 branco peão · a4 branco rainha · a3 branco bispo · c3 branco peão · d3 branco bispo · f3 preto rainha · a2 branco peão · f2 branco peão · g2 branco peão · h2 branco peão · d1 branco torre · e1 branco torre · g1 branco rei | b8 preto torre · e8 preto rei · g8 preto torre · a7 preto peão · b7 preto bispo · c7 preto peão · d7 preto peão · e7 preto cavalo · f7 preto peão · h7 preto peão · b6 preto bispo · c6 preto cavalo · f6 branco peão · a4 branco rainha · a3 branco bispo · c3 branco peão · d3 branco bispo · f3 preto rainha · a2 branco peão · f2 branco peão · g2 branco peão · h2 branco peão · d1 branco torre · e1 branco torre · g1 branco rei | b8 preto torre · e8 preto rei · g8 preto torre · a7 preto peão · b7 preto bispo · c7 preto peão · d7 preto peão · e7 preto cavalo · f7 preto peão · h7 preto peão · b6 preto bispo · c6 preto cavalo · f6 branco peão · a4 branco rainha · a3 branco bispo · c3 branco peão · d3 branco bispo · f3 preto rainha · a2 branco peão · f2 branco peão · g2 branco peão · h2 branco peão · d1 branco torre · e1 branco torre · g1 branco rei | b8 preto torre · e8 preto rei · g8 preto torre · a7 preto peão · b7 preto bispo · c7 preto peão · d7 preto peão · e7 preto cavalo · f7 preto peão · h7 preto peão · b6 preto bispo · c6 preto cavalo · f6 branco peão · a4 branco rainha · a3 branco bispo · c3 branco peão · d3 branco bispo · f3 preto rainha · a2 branco peão · f2 branco peão · g2 branco peão · h2 branco peão · d1 branco torre · e1 branco torre · g1 branco rei | b8 preto torre · e8 preto rei · g8 preto torre · a7 preto peão · b7 preto bispo · c7 preto peão · d7 preto peão · e7 preto cavalo · f7 preto peão · h7 preto peão · b6 preto bispo · c6 preto cavalo · f6 branco peão · a4 branco rainha · a3 branco bispo · c3 branco peão · d3 branco bispo · f3 preto rainha · a2 branco peão · f2 branco peão · g2 branco peão · h2 branco peão · d1 branco torre · e1 branco torre · g1 branco rei | b8 preto torre · e8 preto rei · g8 preto torre · a7 preto peão · b7 preto bispo · c7 preto peão · d7 preto peão · e7 preto cavalo · f7 preto peão · h7 preto peão · b6 preto bispo · c6 preto cavalo · f6 branco peão · a4 branco rainha · a3 branco bispo · c3 branco peão · d3 branco bispo · f3 preto rainha · a2 branco peão · f2 branco peão · g2 branco peão · h2 branco peão · d1 branco torre · e1 branco torre · g1 branco rei | b8 preto torre · e8 preto rei · g8 preto torre · a7 preto peão · b7 preto bispo · c7 preto peão · d7 preto peão · e7 preto cavalo · f7 preto peão · h7 preto peão · b6 preto bispo · c6 preto cavalo · f6 branco peão · a4 branco rainha · a3 branco bispo · c3 branco peão · d3 branco bispo · f3 preto rainha · a2 branco peão · f2 branco peão · g2 branco peão · h2 branco peão · d1 branco torre · e1 branco torre · g1 branco rei | 6 |
| 5 | b8 preto torre · e8 preto rei · g8 preto torre · a7 preto peão · b7 preto bispo · c7 preto peão · d7 preto peão · e7 preto cavalo · f7 preto peão · h7 preto peão · b6 preto bispo · c6 preto cavalo · f6 branco peão · a4 branco rainha · a3 branco bispo · c3 branco peão · d3 branco bispo · f3 preto rainha · a2 branco peão · f2 branco peão · g2 branco peão · h2 branco peão · d1 branco torre · e1 branco torre · g1 branco rei | b8 preto torre · e8 preto rei · g8 preto torre · a7 preto peão · b7 preto bispo · c7 preto peão · d7 preto peão · e7 preto cavalo · f7 preto peão · h7 preto peão · b6 preto bispo · c6 preto cavalo · f6 branco peão · a4 branco rainha · a3 branco bispo · c3 branco peão · d3 branco bispo · f3 preto rainha · a2 branco peão · f2 branco peão · g2 branco peão · h2 branco peão · d1 branco torre · e1 branco torre · g1 branco rei | b8 preto torre · e8 preto rei · g8 preto torre · a7 preto peão · b7 preto bispo · c7 preto peão · d7 preto peão · e7 preto cavalo · f7 preto peão · h7 preto peão · b6 preto bispo · c6 preto cavalo · f6 branco peão · a4 branco rainha · a3 branco bispo · c3 branco peão · d3 branco bispo · f3 preto rainha · a2 branco peão · f2 branco peão · g2 branco peão · h2 branco peão · d1 branco torre · e1 branco torre · g1 branco rei | b8 preto torre · e8 preto rei · g8 preto torre · a7 preto peão · b7 preto bispo · c7 preto peão · d7 preto peão · e7 preto cavalo · f7 preto peão · h7 preto peão · b6 preto bispo · c6 preto cavalo · f6 branco peão · a4 branco rainha · a3 branco bispo · c3 branco peão · d3 branco bispo · f3 preto rainha · a2 branco peão · f2 branco peão · g2 branco peão · h2 branco peão · d1 branco torre · e1 branco torre · g1 branco rei | b8 preto torre · e8 preto rei · g8 preto torre · a7 preto peão · b7 preto bispo · c7 preto peão · d7 preto peão · e7 preto cavalo · f7 preto peão · h7 preto peão · b6 preto bispo · c6 preto cavalo · f6 branco peão · a4 branco rainha · a3 branco bispo · c3 branco peão · d3 branco bispo · f3 preto rainha · a2 branco peão · f2 branco peão · g2 branco peão · h2 branco peão · d1 branco torre · e1 branco torre · g1 branco rei | b8 preto torre · e8 preto rei · g8 preto torre · a7 preto peão · b7 preto bispo · c7 preto peão · d7 preto peão · e7 preto cavalo · f7 preto peão · h7 preto peão · b6 preto bispo · c6 preto cavalo · f6 branco peão · a4 branco rainha · a3 branco bispo · c3 branco peão · d3 branco bispo · f3 preto rainha · a2 branco peão · f2 branco peão · g2 branco peão · h2 branco peão · d1 branco torre · e1 branco torre · g1 branco rei | b8 preto torre · e8 preto rei · g8 preto torre · a7 preto peão · b7 preto bispo · c7 preto peão · d7 preto peão · e7 preto cavalo · f7 preto peão · h7 preto peão · b6 preto bispo · c6 preto cavalo · f6 branco peão · a4 branco rainha · a3 branco bispo · c3 branco peão · d3 branco bispo · f3 preto rainha · a2 branco peão · f2 branco peão · g2 branco peão · h2 branco peão · d1 branco torre · e1 branco torre · g1 branco rei | b8 preto torre · e8 preto rei · g8 preto torre · a7 preto peão · b7 preto bispo · c7 preto peão · d7 preto peão · e7 preto cavalo · f7 preto peão · h7 preto peão · b6 preto bispo · c6 preto cavalo · f6 branco peão · a4 branco rainha · a3 branco bispo · c3 branco peão · d3 branco bispo · f3 preto rainha · a2 branco peão · f2 branco peão · g2 branco peão · h2 branco peão · d1 branco torre · e1 branco torre · g1 branco rei | 5 |
| 4 | b8 preto torre · e8 preto rei · g8 preto torre · a7 preto peão · b7 preto bispo · c7 preto peão · d7 preto peão · e7 preto cavalo · f7 preto peão · h7 preto peão · b6 preto bispo · c6 preto cavalo · f6 branco peão · a4 branco rainha · a3 branco bispo · c3 branco peão · d3 branco bispo · f3 preto rainha · a2 branco peão · f2 branco peão · g2 branco peão · h2 branco peão · d1 branco torre · e1 branco torre · g1 branco rei | b8 preto torre · e8 preto rei · g8 preto torre · a7 preto peão · b7 preto bispo · c7 preto peão · d7 preto peão · e7 preto cavalo · f7 preto peão · h7 preto peão · b6 preto bispo · c6 preto cavalo · f6 branco peão · a4 branco rainha · a3 branco bispo · c3 branco peão · d3 branco bispo · f3 preto rainha · a2 branco peão · f2 branco peão · g2 branco peão · h2 branco peão · d1 branco torre · e1 branco torre · g1 branco rei | b8 preto torre · e8 preto rei · g8 preto torre · a7 preto peão · b7 preto bispo · c7 preto peão · d7 preto peão · e7 preto cavalo · f7 preto peão · h7 preto peão · b6 preto bispo · c6 preto cavalo · f6 branco peão · a4 branco rainha · a3 branco bispo · c3 branco peão · d3 branco bispo · f3 preto rainha · a2 branco peão · f2 branco peão · g2 branco peão · h2 branco peão · d1 branco torre · e1 branco torre · g1 branco rei | b8 preto torre · e8 preto rei · g8 preto torre · a7 preto peão · b7 preto bispo · c7 preto peão · d7 preto peão · e7 preto cavalo · f7 preto peão · h7 preto peão · b6 preto bispo · c6 preto cavalo · f6 branco peão · a4 branco rainha · a3 branco bispo · c3 branco peão · d3 branco bispo · f3 preto rainha · a2 branco peão · f2 branco peão · g2 branco peão · h2 branco peão · d1 branco torre · e1 branco torre · g1 branco rei | b8 preto torre · e8 preto rei · g8 preto torre · a7 preto peão · b7 preto bispo · c7 preto peão · d7 preto peão · e7 preto cavalo · f7 preto peão · h7 preto peão · b6 preto bispo · c6 preto cavalo · f6 branco peão · a4 branco rainha · a3 branco bispo · c3 branco peão · d3 branco bispo · f3 preto rainha · a2 branco peão · f2 branco peão · g2 branco peão · h2 branco peão · d1 branco torre · e1 branco torre · g1 branco rei | b8 preto torre · e8 preto rei · g8 preto torre · a7 preto peão · b7 preto bispo · c7 preto peão · d7 preto peão · e7 preto cavalo · f7 preto peão · h7 preto peão · b6 preto bispo · c6 preto cavalo · f6 branco peão · a4 branco rainha · a3 branco bispo · c3 branco peão · d3 branco bispo · f3 preto rainha · a2 branco peão · f2 branco peão · g2 branco peão · h2 branco peão · d1 branco torre · e1 branco torre · g1 branco rei | b8 preto torre · e8 preto rei · g8 preto torre · a7 preto peão · b7 preto bispo · c7 preto peão · d7 preto peão · e7 preto cavalo · f7 preto peão · h7 preto peão · b6 preto bispo · c6 preto cavalo · f6 branco peão · a4 branco rainha · a3 branco bispo · c3 branco peão · d3 branco bispo · f3 preto rainha · a2 branco peão · f2 branco peão · g2 branco peão · h2 branco peão · d1 branco torre · e1 branco torre · g1 branco rei | b8 preto torre · e8 preto rei · g8 preto torre · a7 preto peão · b7 preto bispo · c7 preto peão · d7 preto peão · e7 preto cavalo · f7 preto peão · h7 preto peão · b6 preto bispo · c6 preto cavalo · f6 branco peão · a4 branco rainha · a3 branco bispo · c3 branco peão · d3 branco bispo · f3 preto rainha · a2 branco peão · f2 branco peão · g2 branco peão · h2 branco peão · d1 branco torre · e1 branco torre · g1 branco rei | 4 |
| 3 | b8 preto torre · e8 preto rei · g8 preto torre · a7 preto peão · b7 preto bispo · c7 preto peão · d7 preto peão · e7 preto cavalo · f7 preto peão · h7 preto peão · b6 preto bispo · c6 preto cavalo · f6 branco peão · a4 branco rainha · a3 branco bispo · c3 branco peão · d3 branco bispo · f3 preto rainha · a2 branco peão · f2 branco peão · g2 branco peão · h2 branco peão · d1 branco torre · e1 branco torre · g1 branco rei | b8 preto torre · e8 preto rei · g8 preto torre · a7 preto peão · b7 preto bispo · c7 preto peão · d7 preto peão · e7 preto cavalo · f7 preto peão · h7 preto peão · b6 preto bispo · c6 preto cavalo · f6 branco peão · a4 branco rainha · a3 branco bispo · c3 branco peão · d3 branco bispo · f3 preto rainha · a2 branco peão · f2 branco peão · g2 branco peão · h2 branco peão · d1 branco torre · e1 branco torre · g1 branco rei | b8 preto torre · e8 preto rei · g8 preto torre · a7 preto peão · b7 preto bispo · c7 preto peão · d7 preto peão · e7 preto cavalo · f7 preto peão · h7 preto peão · b6 preto bispo · c6 preto cavalo · f6 branco peão · a4 branco rainha · a3 branco bispo · c3 branco peão · d3 branco bispo · f3 preto rainha · a2 branco peão · f2 branco peão · g2 branco peão · h2 branco peão · d1 branco torre · e1 branco torre · g1 branco rei | b8 preto torre · e8 preto rei · g8 preto torre · a7 preto peão · b7 preto bispo · c7 preto peão · d7 preto peão · e7 preto cavalo · f7 preto peão · h7 preto peão · b6 preto bispo · c6 preto cavalo · f6 branco peão · a4 branco rainha · a3 branco bispo · c3 branco peão · d3 branco bispo · f3 preto rainha · a2 branco peão · f2 branco peão · g2 branco peão · h2 branco peão · d1 branco torre · e1 branco torre · g1 branco rei | b8 preto torre · e8 preto rei · g8 preto torre · a7 preto peão · b7 preto bispo · c7 preto peão · d7 preto peão · e7 preto cavalo · f7 preto peão · h7 preto peão · b6 preto bispo · c6 preto cavalo · f6 branco peão · a4 branco rainha · a3 branco bispo · c3 branco peão · d3 branco bispo · f3 preto rainha · a2 branco peão · f2 branco peão · g2 branco peão · h2 branco peão · d1 branco torre · e1 branco torre · g1 branco rei | b8 preto torre · e8 preto rei · g8 preto torre · a7 preto peão · b7 preto bispo · c7 preto peão · d7 preto peão · e7 preto cavalo · f7 preto peão · h7 preto peão · b6 preto bispo · c6 preto cavalo · f6 branco peão · a4 branco rainha · a3 branco bispo · c3 branco peão · d3 branco bispo · f3 preto rainha · a2 branco peão · f2 branco peão · g2 branco peão · h2 branco peão · d1 branco torre · e1 branco torre · g1 branco rei | b8 preto torre · e8 preto rei · g8 preto torre · a7 preto peão · b7 preto bispo · c7 preto peão · d7 preto peão · e7 preto cavalo · f7 preto peão · h7 preto peão · b6 preto bispo · c6 preto cavalo · f6 branco peão · a4 branco rainha · a3 branco bispo · c3 branco peão · d3 branco bispo · f3 preto rainha · a2 branco peão · f2 branco peão · g2 branco peão · h2 branco peão · d1 branco torre · e1 branco torre · g1 branco rei | b8 preto torre · e8 preto rei · g8 preto torre · a7 preto peão · b7 preto bispo · c7 preto peão · d7 preto peão · e7 preto cavalo · f7 preto peão · h7 preto peão · b6 preto bispo · c6 preto cavalo · f6 branco peão · a4 branco rainha · a3 branco bispo · c3 branco peão · d3 branco bispo · f3 preto rainha · a2 branco peão · f2 branco peão · g2 branco peão · h2 branco peão · d1 branco torre · e1 branco torre · g1 branco rei | 3 |
| 2 | b8 preto torre · e8 preto rei · g8 preto torre · a7 preto peão · b7 preto bispo · c7 preto peão · d7 preto peão · e7 preto cavalo · f7 preto peão · h7 preto peão · b6 preto bispo · c6 preto cavalo · f6 branco peão · a4 branco rainha · a3 branco bispo · c3 branco peão · d3 branco bispo · f3 preto rainha · a2 branco peão · f2 branco peão · g2 branco peão · h2 branco peão · d1 branco torre · e1 branco torre · g1 branco rei | b8 preto torre · e8 preto rei · g8 preto torre · a7 preto peão · b7 preto bispo · c7 preto peão · d7 preto peão · e7 preto cavalo · f7 preto peão · h7 preto peão · b6 preto bispo · c6 preto cavalo · f6 branco peão · a4 branco rainha · a3 branco bispo · c3 branco peão · d3 branco bispo · f3 preto rainha · a2 branco peão · f2 branco peão · g2 branco peão · h2 branco peão · d1 branco torre · e1 branco torre · g1 branco rei | b8 preto torre · e8 preto rei · g8 preto torre · a7 preto peão · b7 preto bispo · c7 preto peão · d7 preto peão · e7 preto cavalo · f7 preto peão · h7 preto peão · b6 preto bispo · c6 preto cavalo · f6 branco peão · a4 branco rainha · a3 branco bispo · c3 branco peão · d3 branco bispo · f3 preto rainha · a2 branco peão · f2 branco peão · g2 branco peão · h2 branco peão · d1 branco torre · e1 branco torre · g1 branco rei | b8 preto torre · e8 preto rei · g8 preto torre · a7 preto peão · b7 preto bispo · c7 preto peão · d7 preto peão · e7 preto cavalo · f7 preto peão · h7 preto peão · b6 preto bispo · c6 preto cavalo · f6 branco peão · a4 branco rainha · a3 branco bispo · c3 branco peão · d3 branco bispo · f3 preto rainha · a2 branco peão · f2 branco peão · g2 branco peão · h2 branco peão · d1 branco torre · e1 branco torre · g1 branco rei | b8 preto torre · e8 preto rei · g8 preto torre · a7 preto peão · b7 preto bispo · c7 preto peão · d7 preto peão · e7 preto cavalo · f7 preto peão · h7 preto peão · b6 preto bispo · c6 preto cavalo · f6 branco peão · a4 branco rainha · a3 branco bispo · c3 branco peão · d3 branco bispo · f3 preto rainha · a2 branco peão · f2 branco peão · g2 branco peão · h2 branco peão · d1 branco torre · e1 branco torre · g1 branco rei | b8 preto torre · e8 preto rei · g8 preto torre · a7 preto peão · b7 preto bispo · c7 preto peão · d7 preto peão · e7 preto cavalo · f7 preto peão · h7 preto peão · b6 preto bispo · c6 preto cavalo · f6 branco peão · a4 branco rainha · a3 branco bispo · c3 branco peão · d3 branco bispo · f3 preto rainha · a2 branco peão · f2 branco peão · g2 branco peão · h2 branco peão · d1 branco torre · e1 branco torre · g1 branco rei | b8 preto torre · e8 preto rei · g8 preto torre · a7 preto peão · b7 preto bispo · c7 preto peão · d7 preto peão · e7 preto cavalo · f7 preto peão · h7 preto peão · b6 preto bispo · c6 preto cavalo · f6 branco peão · a4 branco rainha · a3 branco bispo · c3 branco peão · d3 branco bispo · f3 preto rainha · a2 branco peão · f2 branco peão · g2 branco peão · h2 branco peão · d1 branco torre · e1 branco torre · g1 branco rei | b8 preto torre · e8 preto rei · g8 preto torre · a7 preto peão · b7 preto bispo · c7 preto peão · d7 preto peão · e7 preto cavalo · f7 preto peão · h7 preto peão · b6 preto bispo · c6 preto cavalo · f6 branco peão · a4 branco rainha · a3 branco bispo · c3 branco peão · d3 branco bispo · f3 preto rainha · a2 branco peão · f2 branco peão · g2 branco peão · h2 branco peão · d1 branco torre · e1 branco torre · g1 branco rei | 2 |
| 1 | b8 preto torre · e8 preto rei · g8 preto torre · a7 preto peão · b7 preto bispo · c7 preto peão · d7 preto peão · e7 preto cavalo · f7 preto peão · h7 preto peão · b6 preto bispo · c6 preto cavalo · f6 branco peão · a4 branco rainha · a3 branco bispo · c3 branco peão · d3 branco bispo · f3 preto rainha · a2 branco peão · f2 branco peão · g2 branco peão · h2 branco peão · d1 branco torre · e1 branco torre · g1 branco rei | b8 preto torre · e8 preto rei · g8 preto torre · a7 preto peão · b7 preto bispo · c7 preto peão · d7 preto peão · e7 preto cavalo · f7 preto peão · h7 preto peão · b6 preto bispo · c6 preto cavalo · f6 branco peão · a4 branco rainha · a3 branco bispo · c3 branco peão · d3 branco bispo · f3 preto rainha · a2 branco peão · f2 branco peão · g2 branco peão · h2 branco peão · d1 branco torre · e1 branco torre · g1 branco rei | b8 preto torre · e8 preto rei · g8 preto torre · a7 preto peão · b7 preto bispo · c7 preto peão · d7 preto peão · e7 preto cavalo · f7 preto peão · h7 preto peão · b6 preto bispo · c6 preto cavalo · f6 branco peão · a4 branco rainha · a3 branco bispo · c3 branco peão · d3 branco bispo · f3 preto rainha · a2 branco peão · f2 branco peão · g2 branco peão · h2 branco peão · d1 branco torre · e1 branco torre · g1 branco rei | b8 preto torre · e8 preto rei · g8 preto torre · a7 preto peão · b7 preto bispo · c7 preto peão · d7 preto peão · e7 preto cavalo · f7 preto peão · h7 preto peão · b6 preto bispo · c6 preto cavalo · f6 branco peão · a4 branco rainha · a3 branco bispo · c3 branco peão · d3 branco bispo · f3 preto rainha · a2 branco peão · f2 branco peão · g2 branco peão · h2 branco peão · d1 branco torre · e1 branco torre · g1 branco rei | b8 preto torre · e8 preto rei · g8 preto torre · a7 preto peão · b7 preto bispo · c7 preto peão · d7 preto peão · e7 preto cavalo · f7 preto peão · h7 preto peão · b6 preto bispo · c6 preto cavalo · f6 branco peão · a4 branco rainha · a3 branco bispo · c3 branco peão · d3 branco bispo · f3 preto rainha · a2 branco peão · f2 branco peão · g2 branco peão · h2 branco peão · d1 branco torre · e1 branco torre · g1 branco rei | b8 preto torre · e8 preto rei · g8 preto torre · a7 preto peão · b7 preto bispo · c7 preto peão · d7 preto peão · e7 preto cavalo · f7 preto peão · h7 preto peão · b6 preto bispo · c6 preto cavalo · f6 branco peão · a4 branco rainha · a3 branco bispo · c3 branco peão · d3 branco bispo · f3 preto rainha · a2 branco peão · f2 branco peão · g2 branco peão · h2 branco peão · d1 branco torre · e1 branco torre · g1 branco rei | b8 preto torre · e8 preto rei · g8 preto torre · a7 preto peão · b7 preto bispo · c7 preto peão · d7 preto peão · e7 preto cavalo · f7 preto peão · h7 preto peão · b6 preto bispo · c6 preto cavalo · f6 branco peão · a4 branco rainha · a3 branco bispo · c3 branco peão · d3 branco bispo · f3 preto rainha · a2 branco peão · f2 branco peão · g2 branco peão · h2 branco peão · d1 branco torre · e1 branco torre · g1 branco rei | b8 preto torre · e8 preto rei · g8 preto torre · a7 preto peão · b7 preto bispo · c7 preto peão · d7 preto peão · e7 preto cavalo · f7 preto peão · h7 preto peão · b6 preto bispo · c6 preto cavalo · f6 branco peão · a4 branco rainha · a3 branco bispo · c3 branco peão · d3 branco bispo · f3 preto rainha · a2 branco peão · f2 branco peão · g2 branco peão · h2 branco peão · d1 branco torre · e1 branco torre · g1 branco rei | 1 |
|   | a | b | c | d | e | f | g | h |   |

17.... gxf6 18. exf6 Tg8 19. Tad1 Dxf3?
A dama preta não pode ser capturada porque a torre na g8 prega o peão branco na g2 (ver posição). De qualquer forma, após 19. ... Dh3! as brancas teriam que jogar muito precisamente para manter a vantagem. O próximo lance perde rapidamente, como ficará óbvio na continuação:
20. Txe7+!! Cxe7 21. Dxd7+! Rxd7 22. Bf5+
Xeques duplos são perigosos pois forçam o rei a se mover. Aqui ele não foi apenas perigoso, mas decisivo.
22.... Re8 (22...Kc6 perde com 23. Bd7 mate) 23. Bd7+ Rf8 24. Bxe7# 1-0
Savielly Tartakower disse sobre o jogo, "Uma combinação ímpar na literatura do jogo."
|   | a | b | c | d | e | f | g | h |   |
| 8 | b8 preto torre · f8 preto rei · g8 preto torre · a7 preto peão · b7 preto bispo · c7 preto peão · d7 branco bispo · e7 branco bispo · f7 preto peão · h7 preto peão · b6 preto bispo · f6 branco peão · c3 branco peão · f3 preto rainha · a2 branco peão · f2 branco peão · g2 branco peão · h2 branco peão · d1 branco torre · g1 branco rei | b8 preto torre · f8 preto rei · g8 preto torre · a7 preto peão · b7 preto bispo · c7 preto peão · d7 branco bispo · e7 branco bispo · f7 preto peão · h7 preto peão · b6 preto bispo · f6 branco peão · c3 branco peão · f3 preto rainha · a2 branco peão · f2 branco peão · g2 branco peão · h2 branco peão · d1 branco torre · g1 branco rei | b8 preto torre · f8 preto rei · g8 preto torre · a7 preto peão · b7 preto bispo · c7 preto peão · d7 branco bispo · e7 branco bispo · f7 preto peão · h7 preto peão · b6 preto bispo · f6 branco peão · c3 branco peão · f3 preto rainha · a2 branco peão · f2 branco peão · g2 branco peão · h2 branco peão · d1 branco torre · g1 branco rei | b8 preto torre · f8 preto rei · g8 preto torre · a7 preto peão · b7 preto bispo · c7 preto peão · d7 branco bispo · e7 branco bispo · f7 preto peão · h7 preto peão · b6 preto bispo · f6 branco peão · c3 branco peão · f3 preto rainha · a2 branco peão · f2 branco peão · g2 branco peão · h2 branco peão · d1 branco torre · g1 branco rei | b8 preto torre · f8 preto rei · g8 preto torre · a7 preto peão · b7 preto bispo · c7 preto peão · d7 branco bispo · e7 branco bispo · f7 preto peão · h7 preto peão · b6 preto bispo · f6 branco peão · c3 branco peão · f3 preto rainha · a2 branco peão · f2 branco peão · g2 branco peão · h2 branco peão · d1 branco torre · g1 branco rei | b8 preto torre · f8 preto rei · g8 preto torre · a7 preto peão · b7 preto bispo · c7 preto peão · d7 branco bispo · e7 branco bispo · f7 preto peão · h7 preto peão · b6 preto bispo · f6 branco peão · c3 branco peão · f3 preto rainha · a2 branco peão · f2 branco peão · g2 branco peão · h2 branco peão · d1 branco torre · g1 branco rei | b8 preto torre · f8 preto rei · g8 preto torre · a7 preto peão · b7 preto bispo · c7 preto peão · d7 branco bispo · e7 branco bispo · f7 preto peão · h7 preto peão · b6 preto bispo · f6 branco peão · c3 branco peão · f3 preto rainha · a2 branco peão · f2 branco peão · g2 branco peão · h2 branco peão · d1 branco torre · g1 branco rei | b8 preto torre · f8 preto rei · g8 preto torre · a7 preto peão · b7 preto bispo · c7 preto peão · d7 branco bispo · e7 branco bispo · f7 preto peão · h7 preto peão · b6 preto bispo · f6 branco peão · c3 branco peão · f3 preto rainha · a2 branco peão · f2 branco peão · g2 branco peão · h2 branco peão · d1 branco torre · g1 branco rei | 8 |
| 7 | b8 preto torre · f8 preto rei · g8 preto torre · a7 preto peão · b7 preto bispo · c7 preto peão · d7 branco bispo · e7 branco bispo · f7 preto peão · h7 preto peão · b6 preto bispo · f6 branco peão · c3 branco peão · f3 preto rainha · a2 branco peão · f2 branco peão · g2 branco peão · h2 branco peão · d1 branco torre · g1 branco rei | b8 preto torre · f8 preto rei · g8 preto torre · a7 preto peão · b7 preto bispo · c7 preto peão · d7 branco bispo · e7 branco bispo · f7 preto peão · h7 preto peão · b6 preto bispo · f6 branco peão · c3 branco peão · f3 preto rainha · a2 branco peão · f2 branco peão · g2 branco peão · h2 branco peão · d1 branco torre · g1 branco rei | b8 preto torre · f8 preto rei · g8 preto torre · a7 preto peão · b7 preto bispo · c7 preto peão · d7 branco bispo · e7 branco bispo · f7 preto peão · h7 preto peão · b6 preto bispo · f6 branco peão · c3 branco peão · f3 preto rainha · a2 branco peão · f2 branco peão · g2 branco peão · h2 branco peão · d1 branco torre · g1 branco rei | b8 preto torre · f8 preto rei · g8 preto torre · a7 preto peão · b7 preto bispo · c7 preto peão · d7 branco bispo · e7 branco bispo · f7 preto peão · h7 preto peão · b6 preto bispo · f6 branco peão · c3 branco peão · f3 preto rainha · a2 branco peão · f2 branco peão · g2 branco peão · h2 branco peão · d1 branco torre · g1 branco rei | b8 preto torre · f8 preto rei · g8 preto torre · a7 preto peão · b7 preto bispo · c7 preto peão · d7 branco bispo · e7 branco bispo · f7 preto peão · h7 preto peão · b6 preto bispo · f6 branco peão · c3 branco peão · f3 preto rainha · a2 branco peão · f2 branco peão · g2 branco peão · h2 branco peão · d1 branco torre · g1 branco rei | b8 preto torre · f8 preto rei · g8 preto torre · a7 preto peão · b7 preto bispo · c7 preto peão · d7 branco bispo · e7 branco bispo · f7 preto peão · h7 preto peão · b6 preto bispo · f6 branco peão · c3 branco peão · f3 preto rainha · a2 branco peão · f2 branco peão · g2 branco peão · h2 branco peão · d1 branco torre · g1 branco rei | b8 preto torre · f8 preto rei · g8 preto torre · a7 preto peão · b7 preto bispo · c7 preto peão · d7 branco bispo · e7 branco bispo · f7 preto peão · h7 preto peão · b6 preto bispo · f6 branco peão · c3 branco peão · f3 preto rainha · a2 branco peão · f2 branco peão · g2 branco peão · h2 branco peão · d1 branco torre · g1 branco rei | b8 preto torre · f8 preto rei · g8 preto torre · a7 preto peão · b7 preto bispo · c7 preto peão · d7 branco bispo · e7 branco bispo · f7 preto peão · h7 preto peão · b6 preto bispo · f6 branco peão · c3 branco peão · f3 preto rainha · a2 branco peão · f2 branco peão · g2 branco peão · h2 branco peão · d1 branco torre · g1 branco rei | 7 |
| 6 | b8 preto torre · f8 preto rei · g8 preto torre · a7 preto peão · b7 preto bispo · c7 preto peão · d7 branco bispo · e7 branco bispo · f7 preto peão · h7 preto peão · b6 preto bispo · f6 branco peão · c3 branco peão · f3 preto rainha · a2 branco peão · f2 branco peão · g2 branco peão · h2 branco peão · d1 branco torre · g1 branco rei | b8 preto torre · f8 preto rei · g8 preto torre · a7 preto peão · b7 preto bispo · c7 preto peão · d7 branco bispo · e7 branco bispo · f7 preto peão · h7 preto peão · b6 preto bispo · f6 branco peão · c3 branco peão · f3 preto rainha · a2 branco peão · f2 branco peão · g2 branco peão · h2 branco peão · d1 branco torre · g1 branco rei | b8 preto torre · f8 preto rei · g8 preto torre · a7 preto peão · b7 preto bispo · c7 preto peão · d7 branco bispo · e7 branco bispo · f7 preto peão · h7 preto peão · b6 preto bispo · f6 branco peão · c3 branco peão · f3 preto rainha · a2 branco peão · f2 branco peão · g2 branco peão · h2 branco peão · d1 branco torre · g1 branco rei | b8 preto torre · f8 preto rei · g8 preto torre · a7 preto peão · b7 preto bispo · c7 preto peão · d7 branco bispo · e7 branco bispo · f7 preto peão · h7 preto peão · b6 preto bispo · f6 branco peão · c3 branco peão · f3 preto rainha · a2 branco peão · f2 branco peão · g2 branco peão · h2 branco peão · d1 branco torre · g1 branco rei | b8 preto torre · f8 preto rei · g8 preto torre · a7 preto peão · b7 preto bispo · c7 preto peão · d7 branco bispo · e7 branco bispo · f7 preto peão · h7 preto peão · b6 preto bispo · f6 branco peão · c3 branco peão · f3 preto rainha · a2 branco peão · f2 branco peão · g2 branco peão · h2 branco peão · d1 branco torre · g1 branco rei | b8 preto torre · f8 preto rei · g8 preto torre · a7 preto peão · b7 preto bispo · c7 preto peão · d7 branco bispo · e7 branco bispo · f7 preto peão · h7 preto peão · b6 preto bispo · f6 branco peão · c3 branco peão · f3 preto rainha · a2 branco peão · f2 branco peão · g2 branco peão · h2 branco peão · d1 branco torre · g1 branco rei | b8 preto torre · f8 preto rei · g8 preto torre · a7 preto peão · b7 preto bispo · c7 preto peão · d7 branco bispo · e7 branco bispo · f7 preto peão · h7 preto peão · b6 preto bispo · f6 branco peão · c3 branco peão · f3 preto rainha · a2 branco peão · f2 branco peão · g2 branco peão · h2 branco peão · d1 branco torre · g1 branco rei | b8 preto torre · f8 preto rei · g8 preto torre · a7 preto peão · b7 preto bispo · c7 preto peão · d7 branco bispo · e7 branco bispo · f7 preto peão · h7 preto peão · b6 preto bispo · f6 branco peão · c3 branco peão · f3 preto rainha · a2 branco peão · f2 branco peão · g2 branco peão · h2 branco peão · d1 branco torre · g1 branco rei | 6 |
| 5 | b8 preto torre · f8 preto rei · g8 preto torre · a7 preto peão · b7 preto bispo · c7 preto peão · d7 branco bispo · e7 branco bispo · f7 preto peão · h7 preto peão · b6 preto bispo · f6 branco peão · c3 branco peão · f3 preto rainha · a2 branco peão · f2 branco peão · g2 branco peão · h2 branco peão · d1 branco torre · g1 branco rei | b8 preto torre · f8 preto rei · g8 preto torre · a7 preto peão · b7 preto bispo · c7 preto peão · d7 branco bispo · e7 branco bispo · f7 preto peão · h7 preto peão · b6 preto bispo · f6 branco peão · c3 branco peão · f3 preto rainha · a2 branco peão · f2 branco peão · g2 branco peão · h2 branco peão · d1 branco torre · g1 branco rei | b8 preto torre · f8 preto rei · g8 preto torre · a7 preto peão · b7 preto bispo · c7 preto peão · d7 branco bispo · e7 branco bispo · f7 preto peão · h7 preto peão · b6 preto bispo · f6 branco peão · c3 branco peão · f3 preto rainha · a2 branco peão · f2 branco peão · g2 branco peão · h2 branco peão · d1 branco torre · g1 branco rei | b8 preto torre · f8 preto rei · g8 preto torre · a7 preto peão · b7 preto bispo · c7 preto peão · d7 branco bispo · e7 branco bispo · f7 preto peão · h7 preto peão · b6 preto bispo · f6 branco peão · c3 branco peão · f3 preto rainha · a2 branco peão · f2 branco peão · g2 branco peão · h2 branco peão · d1 branco torre · g1 branco rei | b8 preto torre · f8 preto rei · g8 preto torre · a7 preto peão · b7 preto bispo · c7 preto peão · d7 branco bispo · e7 branco bispo · f7 preto peão · h7 preto peão · b6 preto bispo · f6 branco peão · c3 branco peão · f3 preto rainha · a2 branco peão · f2 branco peão · g2 branco peão · h2 branco peão · d1 branco torre · g1 branco rei | b8 preto torre · f8 preto rei · g8 preto torre · a7 preto peão · b7 preto bispo · c7 preto peão · d7 branco bispo · e7 branco bispo · f7 preto peão · h7 preto peão · b6 preto bispo · f6 branco peão · c3 branco peão · f3 preto rainha · a2 branco peão · f2 branco peão · g2 branco peão · h2 branco peão · d1 branco torre · g1 branco rei | b8 preto torre · f8 preto rei · g8 preto torre · a7 preto peão · b7 preto bispo · c7 preto peão · d7 branco bispo · e7 branco bispo · f7 preto peão · h7 preto peão · b6 preto bispo · f6 branco peão · c3 branco peão · f3 preto rainha · a2 branco peão · f2 branco peão · g2 branco peão · h2 branco peão · d1 branco torre · g1 branco rei | b8 preto torre · f8 preto rei · g8 preto torre · a7 preto peão · b7 preto bispo · c7 preto peão · d7 branco bispo · e7 branco bispo · f7 preto peão · h7 preto peão · b6 preto bispo · f6 branco peão · c3 branco peão · f3 preto rainha · a2 branco peão · f2 branco peão · g2 branco peão · h2 branco peão · d1 branco torre · g1 branco rei | 5 |
| 4 | b8 preto torre · f8 preto rei · g8 preto torre · a7 preto peão · b7 preto bispo · c7 preto peão · d7 branco bispo · e7 branco bispo · f7 preto peão · h7 preto peão · b6 preto bispo · f6 branco peão · c3 branco peão · f3 preto rainha · a2 branco peão · f2 branco peão · g2 branco peão · h2 branco peão · d1 branco torre · g1 branco rei | b8 preto torre · f8 preto rei · g8 preto torre · a7 preto peão · b7 preto bispo · c7 preto peão · d7 branco bispo · e7 branco bispo · f7 preto peão · h7 preto peão · b6 preto bispo · f6 branco peão · c3 branco peão · f3 preto rainha · a2 branco peão · f2 branco peão · g2 branco peão · h2 branco peão · d1 branco torre · g1 branco rei | b8 preto torre · f8 preto rei · g8 preto torre · a7 preto peão · b7 preto bispo · c7 preto peão · d7 branco bispo · e7 branco bispo · f7 preto peão · h7 preto peão · b6 preto bispo · f6 branco peão · c3 branco peão · f3 preto rainha · a2 branco peão · f2 branco peão · g2 branco peão · h2 branco peão · d1 branco torre · g1 branco rei | b8 preto torre · f8 preto rei · g8 preto torre · a7 preto peão · b7 preto bispo · c7 preto peão · d7 branco bispo · e7 branco bispo · f7 preto peão · h7 preto peão · b6 preto bispo · f6 branco peão · c3 branco peão · f3 preto rainha · a2 branco peão · f2 branco peão · g2 branco peão · h2 branco peão · d1 branco torre · g1 branco rei | b8 preto torre · f8 preto rei · g8 preto torre · a7 preto peão · b7 preto bispo · c7 preto peão · d7 branco bispo · e7 branco bispo · f7 preto peão · h7 preto peão · b6 preto bispo · f6 branco peão · c3 branco peão · f3 preto rainha · a2 branco peão · f2 branco peão · g2 branco peão · h2 branco peão · d1 branco torre · g1 branco rei | b8 preto torre · f8 preto rei · g8 preto torre · a7 preto peão · b7 preto bispo · c7 preto peão · d7 branco bispo · e7 branco bispo · f7 preto peão · h7 preto peão · b6 preto bispo · f6 branco peão · c3 branco peão · f3 preto rainha · a2 branco peão · f2 branco peão · g2 branco peão · h2 branco peão · d1 branco torre · g1 branco rei | b8 preto torre · f8 preto rei · g8 preto torre · a7 preto peão · b7 preto bispo · c7 preto peão · d7 branco bispo · e7 branco bispo · f7 preto peão · h7 preto peão · b6 preto bispo · f6 branco peão · c3 branco peão · f3 preto rainha · a2 branco peão · f2 branco peão · g2 branco peão · h2 branco peão · d1 branco torre · g1 branco rei | b8 preto torre · f8 preto rei · g8 preto torre · a7 preto peão · b7 preto bispo · c7 preto peão · d7 branco bispo · e7 branco bispo · f7 preto peão · h7 preto peão · b6 preto bispo · f6 branco peão · c3 branco peão · f3 preto rainha · a2 branco peão · f2 branco peão · g2 branco peão · h2 branco peão · d1 branco torre · g1 branco rei | 4 |
| 3 | b8 preto torre · f8 preto rei · g8 preto torre · a7 preto peão · b7 preto bispo · c7 preto peão · d7 branco bispo · e7 branco bispo · f7 preto peão · h7 preto peão · b6 preto bispo · f6 branco peão · c3 branco peão · f3 preto rainha · a2 branco peão · f2 branco peão · g2 branco peão · h2 branco peão · d1 branco torre · g1 branco rei | b8 preto torre · f8 preto rei · g8 preto torre · a7 preto peão · b7 preto bispo · c7 preto peão · d7 branco bispo · e7 branco bispo · f7 preto peão · h7 preto peão · b6 preto bispo · f6 branco peão · c3 branco peão · f3 preto rainha · a2 branco peão · f2 branco peão · g2 branco peão · h2 branco peão · d1 branco torre · g1 branco rei | b8 preto torre · f8 preto rei · g8 preto torre · a7 preto peão · b7 preto bispo · c7 preto peão · d7 branco bispo · e7 branco bispo · f7 preto peão · h7 preto peão · b6 preto bispo · f6 branco peão · c3 branco peão · f3 preto rainha · a2 branco peão · f2 branco peão · g2 branco peão · h2 branco peão · d1 branco torre · g1 branco rei | b8 preto torre · f8 preto rei · g8 preto torre · a7 preto peão · b7 preto bispo · c7 preto peão · d7 branco bispo · e7 branco bispo · f7 preto peão · h7 preto peão · b6 preto bispo · f6 branco peão · c3 branco peão · f3 preto rainha · a2 branco peão · f2 branco peão · g2 branco peão · h2 branco peão · d1 branco torre · g1 branco rei | b8 preto torre · f8 preto rei · g8 preto torre · a7 preto peão · b7 preto bispo · c7 preto peão · d7 branco bispo · e7 branco bispo · f7 preto peão · h7 preto peão · b6 preto bispo · f6 branco peão · c3 branco peão · f3 preto rainha · a2 branco peão · f2 branco peão · g2 branco peão · h2 branco peão · d1 branco torre · g1 branco rei | b8 preto torre · f8 preto rei · g8 preto torre · a7 preto peão · b7 preto bispo · c7 preto peão · d7 branco bispo · e7 branco bispo · f7 preto peão · h7 preto peão · b6 preto bispo · f6 branco peão · c3 branco peão · f3 preto rainha · a2 branco peão · f2 branco peão · g2 branco peão · h2 branco peão · d1 branco torre · g1 branco rei | b8 preto torre · f8 preto rei · g8 preto torre · a7 preto peão · b7 preto bispo · c7 preto peão · d7 branco bispo · e7 branco bispo · f7 preto peão · h7 preto peão · b6 preto bispo · f6 branco peão · c3 branco peão · f3 preto rainha · a2 branco peão · f2 branco peão · g2 branco peão · h2 branco peão · d1 branco torre · g1 branco rei | b8 preto torre · f8 preto rei · g8 preto torre · a7 preto peão · b7 preto bispo · c7 preto peão · d7 branco bispo · e7 branco bispo · f7 preto peão · h7 preto peão · b6 preto bispo · f6 branco peão · c3 branco peão · f3 preto rainha · a2 branco peão · f2 branco peão · g2 branco peão · h2 branco peão · d1 branco torre · g1 branco rei | 3 |
| 2 | b8 preto torre · f8 preto rei · g8 preto torre · a7 preto peão · b7 preto bispo · c7 preto peão · d7 branco bispo · e7 branco bispo · f7 preto peão · h7 preto peão · b6 preto bispo · f6 branco peão · c3 branco peão · f3 preto rainha · a2 branco peão · f2 branco peão · g2 branco peão · h2 branco peão · d1 branco torre · g1 branco rei | b8 preto torre · f8 preto rei · g8 preto torre · a7 preto peão · b7 preto bispo · c7 preto peão · d7 branco bispo · e7 branco bispo · f7 preto peão · h7 preto peão · b6 preto bispo · f6 branco peão · c3 branco peão · f3 preto rainha · a2 branco peão · f2 branco peão · g2 branco peão · h2 branco peão · d1 branco torre · g1 branco rei | b8 preto torre · f8 preto rei · g8 preto torre · a7 preto peão · b7 preto bispo · c7 preto peão · d7 branco bispo · e7 branco bispo · f7 preto peão · h7 preto peão · b6 preto bispo · f6 branco peão · c3 branco peão · f3 preto rainha · a2 branco peão · f2 branco peão · g2 branco peão · h2 branco peão · d1 branco torre · g1 branco rei | b8 preto torre · f8 preto rei · g8 preto torre · a7 preto peão · b7 preto bispo · c7 preto peão · d7 branco bispo · e7 branco bispo · f7 preto peão · h7 preto peão · b6 preto bispo · f6 branco peão · c3 branco peão · f3 preto rainha · a2 branco peão · f2 branco peão · g2 branco peão · h2 branco peão · d1 branco torre · g1 branco rei | b8 preto torre · f8 preto rei · g8 preto torre · a7 preto peão · b7 preto bispo · c7 preto peão · d7 branco bispo · e7 branco bispo · f7 preto peão · h7 preto peão · b6 preto bispo · f6 branco peão · c3 branco peão · f3 preto rainha · a2 branco peão · f2 branco peão · g2 branco peão · h2 branco peão · d1 branco torre · g1 branco rei | b8 preto torre · f8 preto rei · g8 preto torre · a7 preto peão · b7 preto bispo · c7 preto peão · d7 branco bispo · e7 branco bispo · f7 preto peão · h7 preto peão · b6 preto bispo · f6 branco peão · c3 branco peão · f3 preto rainha · a2 branco peão · f2 branco peão · g2 branco peão · h2 branco peão · d1 branco torre · g1 branco rei | b8 preto torre · f8 preto rei · g8 preto torre · a7 preto peão · b7 preto bispo · c7 preto peão · d7 branco bispo · e7 branco bispo · f7 preto peão · h7 preto peão · b6 preto bispo · f6 branco peão · c3 branco peão · f3 preto rainha · a2 branco peão · f2 branco peão · g2 branco peão · h2 branco peão · d1 branco torre · g1 branco rei | b8 preto torre · f8 preto rei · g8 preto torre · a7 preto peão · b7 preto bispo · c7 preto peão · d7 branco bispo · e7 branco bispo · f7 preto peão · h7 preto peão · b6 preto bispo · f6 branco peão · c3 branco peão · f3 preto rainha · a2 branco peão · f2 branco peão · g2 branco peão · h2 branco peão · d1 branco torre · g1 branco rei | 2 |
| 1 | b8 preto torre · f8 preto rei · g8 preto torre · a7 preto peão · b7 preto bispo · c7 preto peão · d7 branco bispo · e7 branco bispo · f7 preto peão · h7 preto peão · b6 preto bispo · f6 branco peão · c3 branco peão · f3 preto rainha · a2 branco peão · f2 branco peão · g2 branco peão · h2 branco peão · d1 branco torre · g1 branco rei | b8 preto torre · f8 preto rei · g8 preto torre · a7 preto peão · b7 preto bispo · c7 preto peão · d7 branco bispo · e7 branco bispo · f7 preto peão · h7 preto peão · b6 preto bispo · f6 branco peão · c3 branco peão · f3 preto rainha · a2 branco peão · f2 branco peão · g2 branco peão · h2 branco peão · d1 branco torre · g1 branco rei | b8 preto torre · f8 preto rei · g8 preto torre · a7 preto peão · b7 preto bispo · c7 preto peão · d7 branco bispo · e7 branco bispo · f7 preto peão · h7 preto peão · b6 preto bispo · f6 branco peão · c3 branco peão · f3 preto rainha · a2 branco peão · f2 branco peão · g2 branco peão · h2 branco peão · d1 branco torre · g1 branco rei | b8 preto torre · f8 preto rei · g8 preto torre · a7 preto peão · b7 preto bispo · c7 preto peão · d7 branco bispo · e7 branco bispo · f7 preto peão · h7 preto peão · b6 preto bispo · f6 branco peão · c3 branco peão · f3 preto rainha · a2 branco peão · f2 branco peão · g2 branco peão · h2 branco peão · d1 branco torre · g1 branco rei | b8 preto torre · f8 preto rei · g8 preto torre · a7 preto peão · b7 preto bispo · c7 preto peão · d7 branco bispo · e7 branco bispo · f7 preto peão · h7 preto peão · b6 preto bispo · f6 branco peão · c3 branco peão · f3 preto rainha · a2 branco peão · f2 branco peão · g2 branco peão · h2 branco peão · d1 branco torre · g1 branco rei | b8 preto torre · f8 preto rei · g8 preto torre · a7 preto peão · b7 preto bispo · c7 preto peão · d7 branco bispo · e7 branco bispo · f7 preto peão · h7 preto peão · b6 preto bispo · f6 branco peão · c3 branco peão · f3 preto rainha · a2 branco peão · f2 branco peão · g2 branco peão · h2 branco peão · d1 branco torre · g1 branco rei | b8 preto torre · f8 preto rei · g8 preto torre · a7 preto peão · b7 preto bispo · c7 preto peão · d7 branco bispo · e7 branco bispo · f7 preto peão · h7 preto peão · b6 preto bispo · f6 branco peão · c3 branco peão · f3 preto rainha · a2 branco peão · f2 branco peão · g2 branco peão · h2 branco peão · d1 branco torre · g1 branco rei | b8 preto torre · f8 preto rei · g8 preto torre · a7 preto peão · b7 preto bispo · c7 preto peão · d7 branco bispo · e7 branco bispo · f7 preto peão · h7 preto peão · b6 preto bispo · f6 branco peão · c3 branco peão · f3 preto rainha · a2 branco peão · f2 branco peão · g2 branco peão · h2 branco peão · d1 branco torre · g1 branco rei | 1 |
|   | a | b | c | d | e | f | g | h |   |